# Gaetano Donizetti
Gaetano Donizetti (Bergamo, 1797. november 29. – Bergamo, 1848. április 8.) olasz zeneszerző. Gioachino Rossini és Vincenzo Bellini mellett az olasz bel canto korszak legnagyobb, legtermékenyebb operakomponistája volt.
Szegény család ötödik gyermekeként született. Kezdetben Simon Mayr tanítványa volt, majd Stanislao Mattei atyához került Bolognába ellenpontozást tanulni. Első operáját (Pügmalion) 1816-ban írta, de az 1818-ban komponált Burgundiai Henriket hamarabb mutatták be. Kezdetben Bartolomeo Merelli volt a szövegkönyvírója, de ötödik közös művük (Granadai Zoraida) sikertelensége után Felice Romanival, a kor legjelentősebb librettistájával kezdett dolgozni. Másik jelentős munkatársa Jacopo Ferretti volt. 1827-ben szerződést kötött Domenico Barbajával, a nápolyi színházak impresszáriójával, így egy időre a dél-itáliai városba költözött. Itt ismerkedett meg Vincenzo Bellinivel, akivel barátságot kötött ugyan, de a színpadon mindvégig riválisok maradtak. Rossini visszavonulása (1829) és Bellini korai halála (1835) után Donizetti lett az olasz opera korlátlan és rivális nélküli ura. 1834–1839 között a nápolyi konzervatórium ellenponttanára volt. Miután nem kapta meg a konzervatórium vezetői állását, illetve miután a cenzúra betiltotta Polyutus című operáját, a nápolyi életből kiábrándulva Párizsba ment, ahol egyaránt írt vígoperákat (Az ezred lánya) és – a francia közönség óhajának eleget téve – nagyoperát is (A kegyencnő). Párizsból kisebb-nagyobb utakat tett, így Bécsbe is, ahol 1842-ben oly nagy sikerrel vezényelte a Linda di Chamounix-t, hogy a császár kinevezte udvari karmesternek, kamarazenei igazgatónak és udvari zeneszerzőnek. 1845 nyarán mutatkoztak rajta először az elmezavar jelei. 1846 februárjában egy Párizs melletti szanatóriumba szállították, ahonnan hozzátartozói csak hosszas utánajárás után tudták hazavinni Bergamóba. 1848. április 8-án, szülővárosában érte a halál.
Donizetti zenetörténeti fő jelentősége, hogy utolsóként lehelt életet a nápolyi iskola (akkoriban már erősen hanyatló) operastílusába. Ehhez az opera seria műfaját a Párizsban divatos grand opéra valamint a Bécsben divatos Singspiel stíluselemeivel ötvözte. Számos operája közül az utolsó alkotó korszakában írottak maradtak leginkább repertoáron. Buffáiban megfigyelhető, hogy hangvétele mindig harsányabb elődeinél (Rossini, Bellini); ezen darabokból féktelen temperamentum árad. Vígoperái (Szerelmi bájital, Don Pasquale) máig az operaszínpadok közkedvelt repertoárdarabjai, de drámai operái is nagy népszerűségnek örvendenek. Korai műveibe (pl. Lammermoori Lucia) előszeretettel épített be olyan őrülési jeleneteket, amelyekben az előadóknak tág lehetőséget biztosított énektudásuk csillogtatására. Többször is megpróbálkozott az opera seria és az opera buffa közötti határ elmosásával: a komikusnak látszó szituációkat gyakran romantikusabban fogta fel, és ezzel az opera műfajának egy sajátos válfaját (opera semiseria) hozta létre. Ez jelentős eltérést mutat Rossini művészetéhez képest, és Giuseppe Verdi munkásságát előlegezi meg.

## Életútja

### Gyermekkora és családja
December 3-án keresztelték meg a Santa Grata inter Vites templomban, nem messze a szülőháztól. A Donizetti család a Borgo Canale 10. szám alatti (ma az utca átszámozása miatt 14. szám) bérház alagsorában lakott. A ház egykori neves lakójának emlékét ma márványtábla őrzi. A szűk és sötét lakrész tanúskodik arról a nagy szegénységről, amelyben a gyermek felnőtt. Apja, Andrea 1786-ban vette feleségül Domenica Navát. Még ebben az esztendőben beköltöztek ebbe a lakásba, és itt született mind a hat gyermekük. Közülük a legidősebb, Giuseppe (1788. november 6. – 1856. február 12.) katonai zenész volt, majd később az oszmán hadsereg főzeneigazgatója. A második gyermekről, Rosalindáról (1790. május 1. – 1811. február 8.) kevés adat maradt fenn, valószínűleg agyvérzésben hunyt el. A harmadik gyermek, Francesco (1792. február 7. – 1848. december 20.) a bergamói városi zenekarban játszott csembalón, majd apja halála után ő vette át a családi üzletet, a zálogházat. A negyedik gyermek, Maria Antonia (1795. szeptember 20. – 1823. március 5.) tuberkulózisban korán meghalt. Ötödikként született Domenico Gaetano, őt követte Maria Rachele, aki 1800 márciusában született, de mindössze egy hónapot ért meg.
Nem tudni, a családfő miből tartotta fenn népes családját; egyes vélemények szerint ő maga is zenész volt. Ennek némiképp ellentmond az a tény, hogy a fiatal Gaetano első zenei leckéit nem apjától, hanem Corini nevű nagybátyjától kapta. Az apa, Andrea Donizetti korán felismerte fia zenei tehetségét, és arra ösztönözte, hogy vállaljon orgonista vagy más zenész állást a városban. 1808-ban Andrea lett a helyi zálogház kihordója, ami némileg javított anyagi helyzetükön, és egyben azt is jelentette, hogy népes családjával beköltözhetett az üzlet feletti, tágas lakásba.

### Tanulmányai Simon Mayrnál

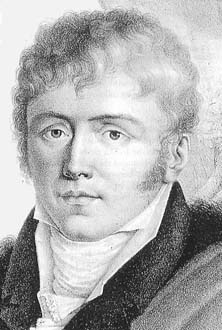
A tanára, Simon Mayr

Az ifjú Gaetano első zenei élményeit a Santa Maria Maggiore-templom Simon Mayr vezette kórusában szerezte. Mayrnak köszönhetően indult újra Bergamóban a zenei oktatás, ugyanis a 18. század végén, amikor Lombardiát elfoglalták Napóleon seregei, felszámolták a szerzetesrendeket és velük iskoláikat is. Mayr közbenjárásával alakult meg a Lezioni Caritatevoli zenei intézmény, amelynek elsődleges célja az volt, hogy zenészeket és énekeseket neveljen a helyi egyházi intézmények számára. Az első osztály 1806. május 6-án indult, és a sikeresen beválasztott gyermekek között volt Gaetano is.
Mayr ismertette meg az ifjú Donizettivel a nagy német klasszikusokat (Haydn, Mozart, Reicha, Beethoven). Az ifjú tanulmányai azonban nem voltak zökkenőmentesek, ugyanis az iskola tanítványaitól megkövetelték, hogy legalább egy hangszeren kitűnően tudjanak játszani, és feltétel volt a jó énektudás is. Donizetti nagyon szépen játszott csembalón, de az énekléssel komoly gondjai voltak, és csak Mayr közbenjárásának volt köszönhető, hogy nem tanácsolták el az intézetből. Mayr felismerte, hogy fiatal tanítványának kitűnő érzéke van a zenéhez és a komponáláshoz. Ennek egyik bizonyítéka az Il piccolo compositore (A kis zeneszerző) című bohózata, amelynek főszereplője nem más, mint az ifjú Donizetti. Ennek a műnek nem titkolt célja az volt, hogy megvédje a fiatal zeneszerzőt azoktól, akik el akarták távolítani az intézményből.
Az iskolában megtanult zongorázni, majd mutálása után basszus szerepeket énekelt a helyi színházban, a Teatro della Societàban, illetve alkalmanként fellépett a Santa Maria Maggiore-templom kórusában is. 1814-ben az iskolai jelentések olyan kamaszos csínyeiről számolnak be, amelyek ismét veszélybe sodorták tanulmányainak folytatását. Rengeteget hiányzott, és a lányok iránti fokozott érdeklődése sem volt ínyére idősebb professzorainak. Ismét Mayr közbelépésére volt szükség ahhoz, hogy ne tanácsolják el.

### Bolognai tanulmányok
Miután Mayr felismerte, hogy már minden tudását átadta az ifjú Donizettinek, Bolognába küldte őt továbbtanulni a nagy hírnévnek örvendő Stanislao Mattei atyához, aki többek közt Rossininek is volt oktatója. Pénzügyi támogatást a bergamói Congregazione di Carità segélyszervezettől kapott, és maga Mayr is jelentős összeggel járult hozzá utazásához. Az ifjú 1815 októberében indult útnak Bolognába, a Liceo Musicaléba.
Mattei atya rendkívül zárkózott ember volt, még megjegyzéseit is írásban közölte tanítványaival. Valószínűleg ez volt az oka annak, hogy Donizetti nem alakított ki vele olyan szoros kapcsolatot, mint Mayrral. A tanítvány egyetlen levelében sem említi meg professzorát.
Donizetti a tanulás mellett komponálni is elkezdett. Ekkor írta meg első operáját, a Pügmaliont. Az egyfelvonásos művet a partitúra aláírásának tanúsága szerint 1816. szeptember 15. és október 1. között komponálta.
Következő két színpadi művének keletkezéséről kevés adat maradt fenn. Az Olümpiaszt 1817-ben írta, de mindössze egy duett maradt fenn belőle. Egyes zenetörténészek szerint ez valószínűleg nem egy opera része lehetett, hanem önálló zenemű. Az Akhilleusz haragja című operájából az első felvonás maradt fenn, valamint a második felvonás ötödik képének egyik kettőse. Mindkettőt 1817 őszén mutatták be az iskolában. Utóbbi művét valószínűleg szándékosan nem fejezte be, mivel időközben rájött, hogy a mitológiai témák már nem vonzzák az olasz közönséget (korábbi műveinek témáját is a görög mitológiából merítette). Ezzel egy időben az opera mellett más műfajokkal is próbálkozott. Ekkoriban írt zenekari művei közül a legjelentősebb a Sinfonia concertata, amit 1817. június 9-én mutattak be.
Nyáron néhány hétre hazatért Bergamóba. Remélte, hogy Mayr segítségével a helyi színházak operát rendelnek tőle, de nem járt sikerrel, így végül visszatért Bolognába. Az év utolsó felében anconai nemesi családok keresték meg, és arra kérték, hogy vállalja el a városi zenemester állását. Donizetti visszautasította az ajánlatot, mivel nem akarta lekötni magát a karnevál idejére – minden zeneszerző számára ez volt az év legfontosabb időszaka, ugyanis a színházak ilyenkor rengeteg új művet rendeltek. Decemberben visszatért Bergamóba, ahol megismerkedett Giuseppina Ronzi énekesnővel, aki megígérte, hogy szerez neki operaszerződést. Donizetti követte Ronzit és férjét Veronába, de a remélt szerződésből nem lett semmi.

### Az első megrendelések

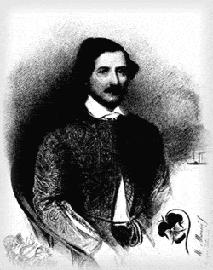
A fiatal Donizetti

1818 áprilisában Donizetti (máig ismeretlen körülmények között) végre megkapta első színházi megrendelését a Szicíliában született Paolo Zancla impresszáriótól a velencei Teatro San Luca számára. Szerződésük elveszett, de egy kétfelvonásos opera megrendelésére utal Zancla és Bartolomeo Merelli librettista levelezése és megállapodása. Merelli szintén bergamói volt, és kora legmegbízhatatlanabb szövegkönyvírójának számított. Donizettivel 1818–1821 között dolgozott együtt.
A Burgundiai Henriket 1818. november 14-én mutatták be. A bemutató előadás sikerét beárnyékolta, hogy a főszerepet játszó Adelaide Catalani, aki akkor lépett először színpadra, a lámpaláz miatt elájult. Donizetti szempontjából az opera egyetlen haszna az volt, hogy újabb megrendeléshez juttatta. Az egyfelvonásos Őrület című bohózat szövegkönyvét is Merelli írta. A zenével Donizetti kevesebb mint egy hónap alatt készült el. A bemutatóra 1817. december 17-én került sor. Ezután Zancla és társulata Mantovába utazott, Donizetti pedig visszatért Bergamóba, ahol a Teatro della Societàban megpróbálta előadatni a Burgundiai Henriket, de nem járt sikerrel.

### Velencei és bergamói próbálkozások
1819 első feléig elsősorban szakrális zene komponálásával foglalkozott, de szerelmes dalokat is írt egy bizonyos Giuditta Paganini számára. Mindezek mellett nem mondott le színpadi művek komponálásáról sem: nyáron részben megírta a Lakodalom a villában című vígoperáját, aminek egyes részeit Mayr később beépítette az Utcai kis virtuózok című pasticciójába, amit diákjaival mutatott be.
A Lakodalom a villában szövegkönyvét szintén Merelli írta. A darab keletkezésének körülményei ismeretlenek: vagy egy elmaradt megrendelés eredményeként született, vagy a zeneszerző magától rakta félre – tény azonban, hogy csak tizennyolc hónappal később mutatták be a mantovai Teatro Vecchióban. Az Utcai kis virtuózok szerepel ugyan Donizetti műveinek listájában, de ő mindössze egy áriát és egy kórusjelenetet írt a műhöz.
1819 végére fejezte be következő operáját, A livóniai ácsot, amit december 26-án mutattak be a velencei Teatro San Samuelében. A szövegkönyvet Gherardo Bevilacqua-Aldobrandini márki írta. Az opera – amely Donizetti addigi legkomplexebb műve volt – nem aratott nagy sikert, a következő években ennek ellenére színre vitték Bolognában, Veronában, Padovában és Spoletóban is.
Közben Mantovában bemutatták a Lakodalom a villábant (a bemutató dátuma ismeretlen, bizonyos azonban, hogy a karneváli idény valamelyik napján volt). Merelli önéletrajzi írásaiból ismert, hogy a bemutató nagy bukás volt a rosszakaratú énekesek miatt, akik nem voltak elégedettek a nekik szánt áriákkal. A bukás ellenére 1822-ben Genovában is színre vitték. Donizetti ismét Bergamóban heverte ki fáradtságát, ahol górcső alá vette addigi munkásságát. Arra a következtetésre jutott, hogy csak akkor válhat sikeres szerzővé, ha átveszi, de nem másolja Rossini stílusát. Következő operája már az ő hatása alatt készült.
A Burgundiai Henrik, az Őrület és a Lakodalom a villában partitúráinak eredeti változata elkallódott. Merelli önéletrajzi írása szerint Zancla magával vitte őket Szicíliába, ahol aztán nyomuk veszett.

### Római bemutatkozás
Donizetti egyik legnagyobb gondja 1820-ban a sorkötelezettség volt. Bátyjaival ellentétben sikerült felmentést nyernie a kötelező katonai szolgálat alól, de a közhiedelemmel ellentétben nem operáinak sikere, hanem egy hölgy közbenjárása révén. Marianna Pezzoli-Grattaroli a fiatal zeneszerzők nagy mecénása volt, és az ő „pénzügyi támogatásának” köszönhetően a katonaság eltekintett Donizetti besorozásától.
Felmentése után Donizetti ismét belevetette magát a zeneszerzésbe. Nem lehet tudni, milyen körülmények között, de kapcsolatba lépett Giovanni Paternivel, a római Teatro Argentina impresszáriójával, aki szerződést ajánlott neki egy opera megírására. A szövegkönyv megírására ismét Merellit választotta ki, és ő ismét megkésve, csak augusztus közepére teljesítette feladatát. Donizetti október 1-jén indult Rómába a kész partitúrával. Mayrtól ajánlólevelet kapott, amelyben az idős tanár kedves szavakkal méltatta és meleg szívvel ajánlotta Jacopo Ferretti, a neves római librettista figyelmébe.
Ferretti szalonja Rómában a helyi irodalmárok és zenészek egyik legjelentősebb gyülekezőhelye volt. A Teatro Argentina műsorra tűzte új művét, a Granadai Zoraidát. A bemutatót tragédia előzte meg: a főszerepre kijelölt tenor (Americo Sbigoli) egy másik előadáson annyira megerőltette hangszálait, hogy nyakában megpattant egy ér, és ez a halálát okozta. Hasonló képességű tenor híján Donizetti kénytelen volt rövid idő alatt átírni a főszerepet egy másik énekes, (Domenico Donzelli) számára. Ennek ellenére a bemutató 1822. január 28-án sikeres volt, és a római újságok az olasz opera „új reménységéről” cikkeztek. Római tartózkodása magánéletében is változást hozott: itt ismerkedett meg Virginia Vasellivel, jövendőbeli feleségével, aki ekkor még tizenhárom éves volt.

### Nápolyi és milánói bemutatkozás
Miután a Zoraida lekerült a műsorról, Donizetti február végén Nápolyba utazott, ahol Domenico Barbaja impresszárió szerződést kötött vele új operák írására, illetve hogy előkészíti más zeneszerzők műveinek színrevitelét. Először Michele Carafa A szeszélyes és a katona (La capricciosa e il soldato) című operáját rendezte színpadra. Eközben már egy saját mű megírása is foglalkoztatta, de előbb még írt egy kantátát a salernói herceg lányának születésére (ő később Donizetti tanítványa lett).
1822. május 12-én mutatták be a Teatro Nuovóban új operáját, A cigánylányt, amit a közönség Andrea Leone Tottola gyenge librettója ellenére kedvezően fogadott. Mindössze hat héttel a bemutató után, 1822. június 29-én már új operával, az egyfelvonásos Névtelen levéllel jelentkezett – ezúttal a Teatro del Fondóban. A Giulio Genoino gyenge librettójára írt mű nem aratott sikert, amiben közrejátszott az is, hogy a főszerepet egy kezdő énekesnőre bízták. Miután az énekesnőt lecserélték, a művet még hússzor előadták.
Július végén vagy augusztus elején Milánóba utazott, ahol ő Felice Romani librettistával közösen szerződést írt alá a Scalával egy új operára. Romani, aki köztudottan többet vállalt, mint amennyire képes volt, Donizetti librettójával is megkésett, így a zeneszerzőnek mindössze tizenöt napja maradt a megzenésítésre. A Klára és Szerafina próbái október 15-én kezdődtek, a bemutatóra 26-án került sor. Nem aratott nagy sikert, aminek fő oka a gyenge szövegkönyv volt, de a túlságosan repetitívre sikerült zene sem tetszett a közönségnek. Donizettit meglepte az operaház vezetőségének azon döntése, hogy nem rendelnek tőle újabb operát.
Rövid bergamói kitérő után visszatért Rómába, ahol Ferretti segítségével átdolgozta a Granadai Zoraidát, majd 1823. március végén visszatért Nápolyba, ahol több megrendelés is várta. A San Carlo operaház számára egy kantátát is írt Aristea címmel, Giovanni Schmidt versére. Ezt május 30-án mutatták be.
Első, a San Carlónak írt operáját, a Nagy Alfrédot, 1823. július 2-án mutatták be. Bukás volt: mindössze egy előadást ért meg. 1823-ban egy másik operát is írt; a Szerencsés tévedést szeptember 3-án mutatták be a Teatro Nuovóban. Ez sem volt siker, három előadás után levették a műsorról.

### Palermói szerződés
1823 októberében visszatért Rómába, ahol azonban a színházak II. Piusz pápa halála miatt zárva voltak. Ez idő alatt Ferretti átdolgozott librettóján dolgozott. Az új Granadai Zoraidát 1824. január 7-én mutatták be a Teatro Argentinában. Nem volt az előzőhöz hasonlóan zajos sikere, de a kritikusok kedvezően fogadták.
Hamarosan újabb bemutatóra került sor: A bajba került házitanító szövegkönyvét szintén Ferretti írta. A művet február 4-én mutatták be nagy sikerrel a Teatro alla Valléban. A siker eredményeként újabb felkéréseket kapott Nápolyból: a Teatro Nuovo számára át kellett dolgoznia A bajba került házitanítót és egy új művet is írnia kellett. A Don Gregorio címre átkeresztelt A bajba került házitanító bemutatóját azonban elhalasztották, és csak 1826-ban vitték színre. Új operáját, a Liverpooli Emíliát 1824. július 28-án mutatták be. Az opera magán viselte Donizetti kibontakozó romantikus operaművészetének első jeleit. Nem volt különösebben sikeres, mindössze hét előadás után lekerült a műsorról. Egy Mercadanténak írt leveléből kiderül, hogy 1824 augusztusában Bécsben is be akarták mutatni új művét egy olasz operai szezonban, és ugyancsak ebből a levélből tudni, hogy 1824 nyarán jelentősen átdolgozta a művet. A bécsi iratokban azonban semmiféle említés nem esik erről.
Az 1824-es esztendő második és 1825 első feléről keveset tudni; Donizetti valószínűleg Nápolyban tartózkodott. 1825 Szent Év volt, így a római színházak zárva tartottak. Nápolyban az év elején szintén bezártak a színházak I. Ferdinánd király halála miatt, így Donizetti munka nélkül maradt, mert a Klára és Szerafina bukása után Milánóból sem remélhetett megrendeléseket. Helyzete akkor stabilizálódott, amikor a palermói Teatro Carolino karmesterként alkalmazta. Az egyéves szerződés egyik feltétele az évad bemutatóinak előkészítése volt. A gyenge és betegeskedő énekesek miatt ez nem ment gördülékenyen, és helyzetét nehezítette az is, hogy nem sikerült megfelelő balett-társulatot összeállítania, ugyanis a legjobb táncosokat állandó jelleggel a nápolyi San Carlo foglalkoztatta. Szeptember 25-én sikerrel mutatta be A bajba került házitanítót.
Decemberben hozzálátott egy újabb, Andrea Monteleone librettójára írt opera előkészületeihez. A darab ősbemutatójára a főszerepet éneklő énekesnő indiszponáltsága miatt csak 1826. január 7-én került sor. A Granadai Alahort a kritikusok kedvezően fogadták, kiemelve, hogy a mű megtalálja a helyét a megújhodás és a klasszikus formák követése között. Eredeti partitúrája elveszett; Andrea Monteleone másolata több mint egy évszázaddal később került elő Bostonban.
Nagyobb homály fedi Donizetti következő kompozícióját, az Ártatlanok kastélyát. Ennek partitúrája is elveszett, sőt a bemutatóról sem maradt fenn információ. Donizetti egyik kései levelében említi, hogy palermói tartózkodása idején mutatták be. A legvalószínűbb elképzelés szerint nem a színháznak írta, hanem egy baráti társaságnak, ahol zongorakísérettel adták elő. Egyesek azonban arra következtetnek, hogy nem Palermóban írhatta, hanem az 1830-as évek közepén, mivel korabeli leveleiben és műveinek felsorolásában nem említi. 1826. február 14-én távozott Szicília fővárosából.

### Nápolyi próbálkozások
A zeneszerző a következő fél évet tétlenül töltötte Nápolyban, ugyanis a Don Gregorio csak júniusban került színre. A Palermóban töltött év volt operaszerző karrierjének legmélyebb pontja. Ehhez hozzájárult az is, hogy a nagyobb városok színházai különféle okok miatt zárva voltak, így kénytelen volt egy második vonalbeli társulatnál munkát vállalni. Frusztrációját némileg csillapította, hogy szülővárosában, Bergamóban a városi zeneegylet hangversenyt szervezett a tiszteletére. Nápolyban tanúja volt Vincenzo Bellini első nagy sikerének, a Bianca és Fernandónak. A Don Gregoriót végül 1826. június 11-én mutatták be nagy sikerrel a Teatro Nuovóban.
A bemutató utáni hetekben rengeteg munkája akadt. A San Carlo számára előkészítette a Granadai Alahor bemutatóját. A címszerepre kinézett tenor, Berardo Winter azonban nem tudta elfogadni a felkérést, így az előadást elhalasztották. Közben új operát is komponált a nápoly-szicíliai anyakirályné tiszteletére. Az egyfelvonásos Elvidát július 6-án mutatták be. Noha a királyi gálán elismerő tapsot kapott, a mű hamarosan lekerült a műsorról, főként gyenge megzenésítése miatt, amit a fáradt Donizetti túldíszített áriákkal próbált palástolni. Július 19-én mutatták be az Alahort, de mivel a két opera témája szinte azonos volt, ez a mű sem aratott különösebb közönségsikert.
A kudarcok ellenére továbbra is a zeneszerzésnek szentelte minden idejét. Ezúttal Andrea Leone Tottola egy korábbi szövegkönyvét, a Gabriella di Vergyt vette elő. Ez volt az első olyan mű, amelyben érezhető, hogy szakítani próbál az olasz opera régi hagyományaival, hogy átlépjen a romantikus melodráma világába. A nápolyi cenzoroknak azonban nem tetszettek a tragikus darabok, ezért nem engedélyezték a mű színre vitelét.

### Eljegyzése
A megfeszített munkával eltöltött nyári hónapok után Donizetti ágynak esett, nem tudni, hogy ezzel kezdődött-e egészségi állapotának leromlása. Augusztus végén Rómába utazott, ahol szerződést írt alá Aniceto Pistoni impresszárióval egy opera buffára a Teatro alla Valle számára. Az Olivo és Pasqualét 1827. január 7-én mutatták be. Rómában töltött idejének legnagyobb részét Virginia Vasselli kötötte le. Nem ismert pontosan, mikor kérte meg a leány kezét, de valószínűleg ekkortájt, hiszen 1827 májusában már a hozományról levelezett Toto Vassellivel, aki ekkor már a család feje volt.
Január közepén visszatért Nápolyba, ahol újabb szerződést kötött Barbajával. Új művét, a Nyolc hónap két órábant május 13-án mutatták be a Teatro Nuovóban. A naiv történet ellenére a mű a korszerű díszleteknek és a közönséget ámulatba ejtő színpadgépezetnek köszönhetően sikert aratott. Ez is jelzi, hogy Donizetti kortársainál (Rossininál, Bellininél) sokkal jobban értett a színházi rendezéshez. A mű szövegkönyvét Domenico Gilardoni írta, akivel még tíz további operán dolgozott együtt.
Idejének nagy részét a házassági előkészületek foglalták le. Intenzíven levelezett apjával, aki eleinte ellenezte a házasságot, de végül rábólintott fia döntésére. Apjának fő kifogása az volt, hogy ez a házasság még inkább eltávolítja fiát Bergamótól. Noha Donizetti fogadkozott, hogy visszatér szülővárosába, az esküvő után soha sem vitte el feleségét, hogy bemutassa családjának. Ennek valószínűleg az volt az oka, hogy szégyellte feleségének megmutatni azokat a szegényes körülményeket, amelyek között felcseperedett. Apja eközben azért aggódott, hogy nem lesz, aki pénzügyileg segítse, hiszen korábbi fő támogatója, Giuseppe fia Szardíniában, majd Konstantinápolyban telepedett le, a másik testvér pedig munkanélküliként a családi fészekben tengette életét.

### Az első nagy siker(Éljen a mama!)
Nápolyi kötelezettségeinek eleget téve 1827. augusztus 19-én a Teatro del Fondóban színre vitte új művét, A saardami polgármestert. A közönség, amelynek Donizetti ekkor már nagy kedvence volt, kedvezően fogadta a művet. Kritikákat elsősorban Bellini fogalmazott meg, aki túlságosan is idejét múltnak vélte a darabot – neki ugyanis A kalóz című operájával már sikerült a romantikus zene felé közeledve túllépnie a nápolyi opera buffa hagyományain.
Donizetti ezután újabb egyfelvonásos bohózattal kezdett foglalkozni. A Sografi szövegkönyvére készült Éljen a mama! bemutatójára november 21-én került sor a Teatro Nuovóban. A nagy sikernek örvendő művet hallotta Berlioz is, aki ekkoriban Római-díjat elnyerve a városban tartózkodott. A francia művész elismerően nyilatkozott a szerinte rendkívül mulatságos darabról.
Másfél hónappal később, 1828. január 1-jén új darabbal jelentkezett a San Carlóban, A római menekülttel. Ez is hatalmas sikert aratott, és Rossini állítólag azt nyilatkozta róla, hogy ez a mű egymagában is elég egy zeneszerző hírnevének megalapozásához. Ezen a operán érződik először, hogy szakít Rossini és Mayr zenei hagyományaival, és saját stílust alapoz meg. Ezután Barbaja felújította Donizettivel kötött szerződését, és két új operát rendelt tőle, immár lényegesen nagyobb fizetségért.

### Betegsége

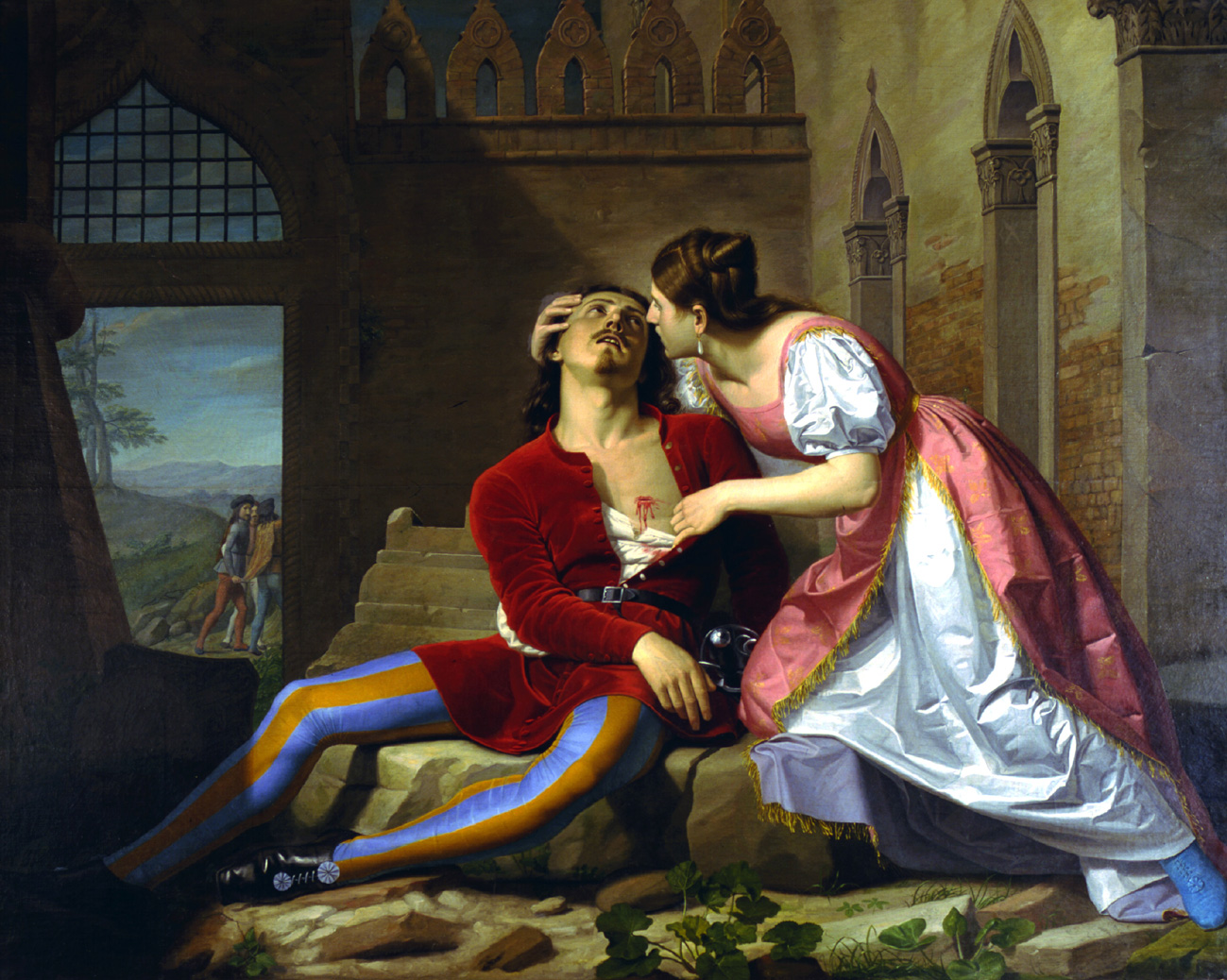
Jelenet az Imelda de’ Lambertazzi operából (Bonifacio halála)

1828 májusában meghívták Genovába, ahol az új operaház, a Teatro Carlo Felice megnyitása alkalmából bemutatták az Alina, Golconda királynéját. A szövegkönyvíró Felice Romani megkésett a librettóval, így Donizettinek kevés ideje maradt a komponálásra. Az április 7-i megnyitó gálakoncerten először egy Donizetti által a Savoyai-ház tiszteletére komponált himnusz csendült fel. Bellini véleményével ellentétben az Alina bemutatója május 12-én nem volt bukás, noha a felkért énekesek indiszponáltsága erősen befolyásolta a darab sikerét.
Donizetti május 19-én Rómába utazott, ahol június 1-jén feleségül vette Virginia Vassellit. Néhány nappal az esküvő után Nápolyba utaztak, ahol újabb operájával, a Calais-i Jánossal kezdett foglalkozni. A művet augusztus 2-án mutatták be a Teatro del Fondóban. Valamikor 1828 őszén Barbaja felajánlotta a zeneszerzőnek a nápolyi királyi színházak zenei vezetőjének állását, amely poszt betöltésére Rossini távozása óta nem találtak megfelelő embert. Ezt 1829 elején fogadta el, és megtartotta egészen 1838-ig, amikor családjával végleg távozott a városból.
Ezután látott hozzá A farsang csütörtökje című operájához. Leveleiből arra következtethetünk, hogy a művet valószínűleg 1829. február 26-án mutatták be a Teatro del Fondóban. A Gilardoni librettójának jellegzetessége, hogy nápolyi dialektusban írt recitativókat tartalmaz.
Következő művét, A páriát már korábban, január 12-én bemutatták a San Carlóban. A művet a közönség kedvezően fogadta, de elsősorban a Donizetti iránti tisztelet miatt. Sikertelenségét bizonyítja, hogy mindössze hat előadás után levették a műsorról, viszont zenéjét a komponista felhasználta későbbi műveiben.
Következő operájának megírását hátráltatta, hogy 1829 tavaszán ismét ágynak esett. Csak május elején épült fel, így a május 30-ra tervezett bemutatót el kellett napolni július 6-ra. Az Erzsébet Kenilworth várában bukás volt, ami rendkívül megviselte a zeneszerzőt – már csak azért is, mert a bemutatót a királynő születésnapjára időzítették.
Feleségével Rómába utazott, ahol július 29-én megszületett első gyermekük, Filippo Francesco Achille Cristino. A gyermek tizenhárom nappal később meghalt. A halál oka Donizetti korábban szerzett szifilisze volt, amivel Virginiát is megfertőzte – később ez okozta idegösszeroppanását és halálát is. Az összetört zeneszerző ekkor szabadságának meghosszabbítását kérte. Októberben tért vissza Nápolyba, ahol Byron műveivel kezdett el foglalkozni, és tervezte új operáját, Az özönvizet. A művet műfajilag azione tragica-sacrának (tragikus-szent játék) jelölte meg, hasonlóan Rossini Mózes Egyiptomban című operájához, amit 1818-ban mutattak be, szintén a San Carlóban. A február 28-i bemutató azonban nem Donizetti elképzelései szerint sikerült: az énekesek rosszul énekeltek, a közönség pedig nevetségesnek tartotta és kifütyülte az utolsó jelenetet, amikor a víz elönti a világot (hasonlóképpen fütyülték ki Rossini művét is, amikor az utolsó felvonás végén Mózes kettéválasztotta a Vörös-tengert). Az özönvíz előkészítése közben a San Carlóban, február 6-án nagy sikerrel mutatták be Megszállottak című bohózatát.
Májusban hozzálátott az Imelda de’ Lambertazzi komponálásához, de kiújuló betegsége ismét ágyhoz kötötte. Ekkor már eluralkodott rajta a szifilisz: valószínű, hogy ez okozta későbbi idegösszeroppanásait. Az operát késve, szeptember 5-én mutatták be a San Carlóban. A bemutató előadás bukás volt.

### ABoleyn Anna
Az Imelda de’ Lambertazzi próbái közben Donizetti szerződött egy operára a milánói Teatro Carcanóval – annak ellenére, hogy korábban megfogadta, nem tér vissza a lombardiai városba. A szövegkönyv megírásával Felice Romanit bízták meg, és ő megígérte, hogy szeptember végére elkészül a vele. Donizetti szeptember elején indult el Nápolyból, néhány hetet Rómában töltött, majd október 5-én feleségét hátrahagyva érkezett Milánóba. Egy rövid kirándulást is tett szülővárosába, Bergamóba, ahol kilenc éve járt utoljára. Romani ismét késett, és csak november 10-re készült el a librettóval. Donizetti Comóba vonult vissza komponálni a híres szoprán, Giuditta Pasta villájába – utóbbi aktívan részt vett a munkálatokban, hogy a neki szánt főszerep a legjobban illeszkedjen hangjához. A partitúra december elejére lett kész. A Boleyn Annát 1830. december 26-án mutatták be hatalmas sikerrel, ami a kiváló zene mellett a tehetséges énekeseknek, nem utolsósorban Pastának volt köszönhető. A helyi lapok kritikusait azonban megosztotta Donizetti és Bellini egyre élesedő versengése, és noha a Boleyn Anna sikere felülmúlta a januárban a La Scalában bemutatott Rómeó és Júliáét, Bellininek mégis sikerült azon felülemelkednie Az alvajáróval, amelynek sikeréhez szintén Giuditta Pasta járult hozzá nagyban.
A Boleyn Anna fordulópont Donizetti operaszerző karrierjében: ezután megnyíltak előtte a hazai és külföldi operaházak kapui. Ez volt az első olyan műve, amelyet Párizsban és Londonban is bemutattak. Ezzel az operával új korszak kezdődött Donizetti művészetében – tulajdonképpen ekkor lépett a romantikus zene ösvényére.
Mielőtt elhagyta volna Milánót, egy kantátát komponált Ferdinánd főherceg és Anna, Viktor Emánuel lányának esküvőjére. Visszautazott Rómába, ahol tombolt a forradalom, így csak február közepén indulhatott útnak Nápoly felé.

### Távozás Nápolyból
Otthonába visszatérve ismét a komponálásnak szentelte idejét, de a Boleyn Anna sikerén felbuzdulva a nápolyiak mellett immár más operaházaknak is akart komponálni. Megpróbálta Franciaországban eladni az 1831-ben komponált Párizsi Jánost, de az Opéra Comique visszautasította, így annak bemutatójára csak 1839-ben került sor.
Következő operája a Francesca di Foix volt, amit a Teatro di San Carlóban mutattak be 1831. május 30-án. Ezt követte Az írónő és a fekete férfi című vígoperája, amit a Teatro del Fondóban mutattak be június 18-án. Mindkét mű messze elmaradt a Boleyn Annától, és mindkettő arról tanúskodik, hogy Donizetti megpróbált mihamarabb véget vetni nápolyi kötelezettségeinek. Más operaházak felkéréseiben reménykedve felbontotta Barbajával kötött szerződését, de egy ideig még Nápolyban maradt. Fausta című operáját a San Carlónak szánta, de a cenzúra, sőt a nápolyi király is erősen kifogásolta a mű immorális tartalmát, úgyhogy csak Donizetti jó hírének köszönhetően sikerült mégis színre vinni 1832. január 12-én. A monumentális opera hatalmas siker volt.
A Fausta bemutatója után Donizetti Rómába utazott apósa temetésére, innen pedig – hátrahagyva feleségét – Milánóba ment. Még Nápolyban kapta meg Felice Romanitól a Hugue, Párizs grófja szövegkönyvét. A zene nagy részét még Milánóba érkezése előtt megírta. A lombardiai városban aztán kiderült, hogy a cenzorok erősen meghúzták a szövegkönyvet, és ezért Romani azt visszavonta. A librettista nélküli operát 1832. március 13-án mutatták be a Teatro alla Scalában, a címszerepben Giuditta Pastával. A kevés próba és a megvágott szövegkönyv ellenére a bemutató sikeres volt, de a szerző elégedetlen volt művével.

### ASzerelmi bájital
Ezután milánói Teatro Cannobiana impresszáriója, Alessandro Lanari kérte fel a zeneszerzőt, hogy írjon egy vígoperát a következő karneváli szezonra. A „hagyomány” szerint a Szerelmi bájitalt mindössze két hét alatt komponálta meg, és ez valószínűsíthető is, mivel a bemutató mindössze tíz héttel volt az után, hogy találkozott Lanarival. A szövegkönyvet ismét Romani írta. A május 12-ei bemutató hatalmas siker volt: a Szerelmi bájital lett Donizetti első olyan műve, amely a bemutató után folyamatosan repertoáron maradt.
A bemutató után visszatért Rómába, ahol újabb szerződést írt alá Lanarival, ezúttal a firenzei Teatro della Pergola számára. A Parisina bemutatóját Romani késése miatt el kellett halasztani a következő év márciusára, közben egy újabb szerződést írt alá, ezúttal a római Teatro alla Vallének. A San Domingó-i őrült szövegkönyvét Jacopo Ferretti írta.

### Műfaji eltolódás az opera seria felé

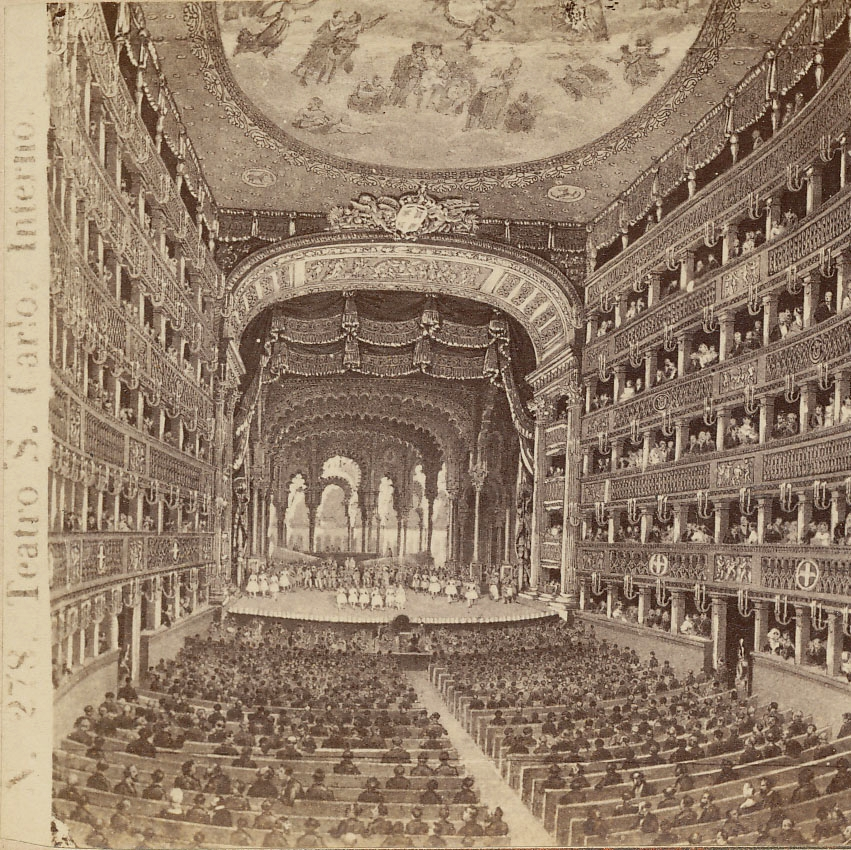
A nápolyi San Carlo operaház, Donizetti számos műve premierjének színhelye

1832 júniusában visszatért Nápolyba, ahol első feladata a Boleyn Anna bemutatójának előkészítése volt. A művet július 6-án, a királyné születésnapján mutatták be nagy sikerrel. Új operájának komponálásához augusztusban látott hozzá, és közben októberre a San Carlónak is megígért egy új művet. Ismét Romanihoz fordult szövegkönyvért, de ő a csekély fizetéségre hivatkozva visszautasította a felkérést. Szeptemberben saját maga próbálkozott meg a szövegkönyvírással, de hamarosan feladta, és felkérte az addig ismeretlen Pietro Salatinót, egy palermói ügyvédet, hogy fejezze be a Kasztíliai Sancia librettóját. Bár mind a szövegkönyv, mind a zene feszített tempóban készült, a november 4-i bemutató nagy siker hozott.
Ezután feleségével visszautazott Rómába, hogy ott A San Domingó-i őrült bemutatóját készítse elő. Erre 1833. január 2-án került sor a Teatro alla Valléban, és a sikerhez nagyban hozzájárult Giorgio Ronconi énekes, akinek erőteljes hangját nem sokkal azelőtt fedezték fel az operatársulatok. A művet októberben a milánói La Scalában is bemutatták. A darab kiváló példája annak, hogyan képes azt egyetlen énekes életben tartani: A San Domingó-i őrült Ronconi visszavonulásáig repertoáron maradt, és csak azután merült feledésbe. Az új művel párhuzamosan a római Teatro Apollóban bemutatták a Boleyn Annát, méghozzá annak egy ismeretlen szerző által átdolgozott változatát. Ez akkoriban gyakori volt: impresszáriók így próbálták elkerülni a szerzői jogdíjak kifizetését. A katasztrofális bemutató arra kényszerítette Donizettit, hogy elhatárolódjon a Teatro Apollo előadásától, majd január 6-án koncertváltozatban bemutatta az eredeti művet a római közönségnek.
Január végén még mindig nem kapta kézhez Romani ígért librettóját. E várakozás közben viszonyba keveredett Giuseppina Merola énekesnővel. A Parisinát végül két hét késéssel, március 17-én mutatták be a Teatro della Pergolában. Az operát, amit Donizetti is egyik nagy kedvencének tartott, óriási tapssal és elismeréssel fogadták. Ez volt az első olyan operája, amelyet Európán kívül is bemutattak, mégpedig New Orleansben, 1837. június 4-én.
A bemutató után visszatért Rómába, ahol Ferrettivel közösen írt egy operát Tasso emlékére. A komponálást elkezdte még azelőtt, hogy szerződés lett volna a kezében. A művet a Teatro alla Valle mutatta be szeptember 9-én. A közönség tapsviharral fogadta, köszönhetően a zenének és a kiemelkedően tehetséges énekeseknek, élükön Ronconival.
1833 nyarán a párizsi Théâtre-Italien igazgatói felajánlották Donizettinek, hogy bemutatják a Parisinát, de mivel a jogokat Lanari birtokolta, nem sikerült megegyezniük. A jogtulajdonos megfizethetetlen összeget kért a franciáktól, akik azonnal elálltak az üzlettől. Amúgy sem tartották fontosnak, hogy újabb olasz művekre szerződjenek, hiszen ebben a periódusban Rossini már Párizsban élt, és kielégítette az ottani közönség olasz művek iránti igényét.
Donizetti szeptemberben Milánóba utazott, hogy előkészítse A San Domingó-i őrült ottani bemutatóját. Ennek sikerén felbuzdulva a Teatro alla Scala igazgatója, Carlo Visconti di Mondrone herceg két új operát rendelt tőle a következő karneváli szezonra. Mivel a herceg korábbi megbízottja, Teodoro Gottardi már kért Saverio Mercadantétól egy művet ugyanarra a szezonra, és a librettóval ugyancsak Felice Romanit bízta meg, Donizetti bemutatói veszélybe kerültek. Visconti hercegnek azonban sikerült meggyőznie Mercadantét, hogy halasszák el az ő bemutatóját, szabad utat engedve így Donizettinek. Az első mű librettójának alapja Victor Hugo Lucrezia Borgia című regénye lett. Az új operát december 11-én mutatták be, s noha nem aratott a Boleyn Annához hasonló sikert, mégis Donizetti egyik legidőtállóbb operájának bizonyult.
Az 1833-as év ismét fordulópontot hozott Donizetti művészetében, ugyanis A San Domingó-i őrülttel, a Parisinával, a Torquato Tassóval és a Lucrezia Borgiával bebizonyította, hogy képes drámai hangvételű műveket írni – eltérően korábbi operáitól, amelyekben a dráma kifejezése mindössze egy-egy zenedarabra korlátozódott.

### Visszatérés Nápolyba
1833 végén Genovába utazott, ahol találkozott unokafivérével, Andreával (Giuseppe fiával), és részt vett Az özönvíz előkészítésében a Teatro Carlo Felice számára. 1834. január elején Torinóba utazott, ahol a Teatro Reggióban a Faustát mutatták be. Innen Livornón át Firenzébe ment, hogy eleget tegyen a Lanarival kötött szerződésének. Új operájának szövegkönyvét is Felice Romani írta. Az Angliai Rosamundát Carlo Coccia 1829-ben már megzenésítette. Romani átdolgozta a librettót, átadta azt Donizettinek, majd úgy döntött, hogy végleg szakít a zeneszerzővel. Ennek oka abban keresendő, hogy Donizetti rengeteg módosítást kért tőle, ráadásul folyamatosan sürgette. Az új művet február 27-én mutatták be, de kedvező fogadtatása ellenére hamar lekerült a műsorról.
Az Angliai Rosamunda harmadik előadása és tizenhét hónap távollét után Donizetti visszautazott Nápolyba. Kinevezték a konzervatórium zeneszerzés professzorává és a salernói herceg lányának zenetanárává. Közben levelet kapott Rossinitől, aki felkérte, hogy komponáljon egy operát a párizsi Théatre-Italiennek is. Válaszlevelében Donizetti kérte, hogy tolják ki a határidőt, hiszen a decemberi karneváli szezonra már volt szerződése a milánói Scalával. Remélte, sikerül meggyőznie Romanit, hogy írjon neki szövegkönyvet. Ezért dupla fizetséget is ajánlott, de mivel Romani így is visszautasította, végül egy tizenhét éves joghallgatóhoz, Giuseppe Bardarihoz fordult. Donizetti remélte, hogy új művét július 6-án, a királyné születésnapján mutatják majd be, de a librettistakeresés miatt ez megvalósíthatatlannak látszott.

### AStuart Máriakörüli botrány
Ezután Schiller drámája alapján Stuart Máriáról készült operát írni. Bardari július közepére elkészült a librettóval, de a művet nem sikerült bemutatni, mivel az egyik próbán a két főszereplő énekesnő összeverekedett, kirendelték a cenzorokat, és ők jelentős módosításokat követeltek. A korabeli feljegyzések szerint a királyné ellátogatott az egyik főpróbára, és elájult annál a jelenetnél, amelyben Stuart Máriát a vesztőhelyre vezetik. A király állítólag emiatt tiltotta be a mű előadását, az eredeti indok azonban ismeretlen: valóban a király maga tiltotta be a darabot, de döntését nem indokolta. Tény azonban, hogy egyrészt a királyné Stuart Mária leszármazottja volt, másrészt Két Szicília Királyságában mártírként tisztelték a katolikus Stuart Máriát.
A nápolyi színházak ebben az időszakban kritikus helyzetben voltak. Az egyre nyomasztóbb udvari befolyás miatt Barbaja távozott, és ezáltal a színházak közönsége is jelentősen megcsappant. Mivel az udvar tudta, hogy Donizetti rendkívül népszerű, megpróbálták rávenni, hogy adaptálja a Stuart Mária zenéjét egy másik szövegkönyvhöz. Egy lehetséges változat lett volna Jane Grey életének feldolgozása, hiszen ez esetben a kosztümöket is megőrizhették volna, sőt a kritizált fejvesztési jelenet is maradhatott volna. Végül egy, a guelfek és ghibellinek viszályát feldolgozó szövegkönyv nyerte el a cenzorok tetszését: a Buondelmonte librettóját Pietro Salatino írta meg. Az új művet 1834. október 7-én mutatták be, és ez volt az egyetlen színrevitele, ugyanis Donizetti mindenáron meg akarta menteni az eredeti Stuart Máriát.

### A párizsi bemutatkozás
Miután a Stuart Mária-botrány megoldódni látszott, Donizetti figyelmét Rossini meghívása kötötte le. A Théatre-Italien vezetősége Jean François Casimir Delavigne Marino Faliero című tragédiáját szemelte ki új témaként. Donizetti remélte, hogy sikerül rávennie Romanit a librettó megírására, de miután Romani ezt sem vállalta, a szövegkönyvet Giovanni Emmanuele Bidera készítette elő. A zenét nagyrészt a Stuart Mária zenéjével párhuzamosan írta.
Október elejére végzett a partitúrával, és ekkor a La Scalának beígért operával kezdett foglalkozni, úgyhogy elhalasztotta a francia opera bemutatóját. Az új művet, a Gemma di Vergyt december 26-án mutatták be. A mű sikeresnek bizonyult, a szezonban huszonhat előadást ért meg.
December végén Donizetti elindult Párizsba, abba a városba, amely abban az időben az európai kultúra fellegvárának számított. Itt mutatták be 1835 tavaszán Bellini nagy sikerű utolsó művét, A puritánokat. Kettejük rivalizálásának Bellini korai halála vetett véget 1835 szeptemberében.
A Marino Faliero próbáit februárban kezdték el. A bemutatót március 12-re tűzték ki, de azt el kellett halasztani 14-ére, mert a tűzoltók egy ellenőrzés közben véletlenül elárasztották a színpadot. Annak ellenére, hogy a szezon végén mutatták be, az opera sikeres volt, de alulmaradt A puritánokkal szemben. A Théatre-Italien társulata májusban Londonban énekelt, és ott is bemutatták Donizetti művét.

### ALammermoori Lucia

A Lammermoori Lucia bemutatójának színpadképe

Nápolyba visszatérve teljes káoszt talált az operaházakban. A királyi felügyelő bizottság rossz menedzselése és a cenzorok egyre nagyobb befolyása miatt számos művet az utolsó pillanatban vettek le a műsorról. Nem tartottak a nápolyi színpadok számára megfelelőnek több, másutt sikeres művet sem. Ilyen körülmények között látott hozzá új operájának komponálásához. A Stuart Mária esetéből okulva ragaszkodott ahhoz (és ebben a szerződési feltételek is mellette szóltak), hogy legalább négy hónappal a megegyezett bemutató előtt egy, a cenzorok által jóváhagyott librettót kapjon a királyi felügyelő bizottságtól. Az új opera témáját Walter Scott: A lammermoori nász című történelmi regényéből vette; a szövegkönyvet író Salvadore Cammarano május végére lett készen annak vázlatával. Donizetti remélte, hogy augusztus közepére elkészül a zenével. Mivel a felügyelőbizottság a pénzügyi összeomlás szélén állt, a bemutatót szeptember 26-ra halasztották: a Lammermoori Lucia hatalmas siker lett.

### Milánói kudarc
Visszamondott egy, a torinói operaházzal kötött szerződést, mivel Felice Romani, akit szövegkönyvírónak szemeltek ki mellé, nem adta át időben a librettót. A torinói kötelezettség alól mentesülve erejét a Stuart Mária milánói bemutatójára összpontosította, Maria Malibran főszereplésével. Mindezek előtt egy kantátát írt Bellini emlékére: nagy riválisának halálhíre 1835 októberében érte Nápolyban. A művet azonban nem fejezte be, tételei hiányoznak. Ennek oka, hogy a bemutató időpontjául egy decemberi dátumot tűztek ki, de neki akkor már Milánóban kellett lennie a Stuart Mária próbáit felügyelni. A nápolyi hatóságoknál ezt nem jelentette be, arra hivatkozott, hogy Velencébe utazik új operájának, a Belizárnak a bemutatójára. Valószínűleg azért cselekedett így, mert úgy gondolta, hogy a helyi hatóságok nem néznék jó szemmel, hogy az általuk olyannyira alábecsült művet Milánóban színre vinné. A Stuart Mária próbáit december 3-án kezdték el. A kimerítő próbák valamint apjának halálhíre december 9-én olyannyira depresszióba kergette, hogy képtelen volt részt venni a temetésen, a mindössze harminc kilométerre fekvő Bergamóban. A Stuart Mária bemutatója december 30-án katasztrofálisra sikerült, éppen Malibran miatt, aki nagyon is óhajtotta a főszerepet, de éppen aznap nem tudott megfelelően énekelni. Mindössze hat előadás után az előadás lekerült műsorról. Ez egyben azt is jelentette, hogy Donizetti nem számíthatott a továbbiakban évadnyitó előadásokra a Scalában.
Milánóból Velencébe utazott, ahol bemutatták Belizár című operáját, amelynek megírására 1835-ben kötött szerződést. A nagy sikerű bemutatóra 1836. február 4-én került sor. Rögtön ezután elindult Nápoly felé, ugyanis hírt kapott feleségének vetéléséről. Rómában karanténba került, mert Észak-Itáliából érkezett, ahol kolerajárvány szedte áldozatait. Itt érte a hír, hogy édesanyja február 10-én meghalt agyvérzésben.

### Próbálkozás a nagyoperával
Amikor március 4-én végre visszatért Nápolyba, a San Carlót és a Teatro del Fondót zárva találta, csak a Teatro Nuovóban tartottak előadásokat. Mivel a helyi operaházaktól nem érkezett rendelés, idejét ellenpontleckékkel és zeneszerzéssel foglalta le a konzervatóriumban. Május-júniusban Lanarival egyezkedett egy bemutatóról a velencei La Fenice számára: ez a mű lett a Pia de’ Tolomei. Ugyancsak ebben az időszakban írta meg A csengő című egyfelvonásos operáját egy párizsi vaudeville, a La sonnette de la nuit alapján. Mivel levelezésében nem utal erre, nem tudni, pontosan mikor is komponálta. Először 1836. június 1-jén adták elő a Teatro Nuovóban. A sikeren felbuzdulva egy újabb egyfelvonásost írt: a Betly-t augusztus 21-én mutatták be.
Időközben visszatért a nápolyi színházak élére Domenico Barbaja. Ez lehetőséget teremtett Donizetti számára, hogy megvalósítsa addigi legambiciózusabb tervét, és színre vihesse Calais ostroma című nagyoperáját.
A bemutatót késleltette, hogy nem találtak megfelelő énekest a főszerepre, így végül november 19-én mutatták be. A francia grand opéra mintájára készült művet hatalmas kórusjelenetekkel, balettekkel tarkította, és a nagy zenekar is teljesen eltért az olasz opera hagyományaitól. A címszerepre végül a híres francia tenort, Gilbert Duprez-t sikerült megnyernie, remélve, hogy ez belépőt jelent majd számára a párizsi Opérába. A mű bemutatója a San Carlóban sikeres volt, de a Lamermoori Luciával egy évvel korábban aratott sikert nem érte el.
Következő operáját, a velencei Teatro La Fenicének ígért Pia de’ Tolomeit a Calais ostromával párhuzamosan írta. A komponálást hátráltatta, hogy nem tudott megegyezni Lanarival (a megrendelővel) az énekesekről. Donizetti a zenét 1836 második felében megírta, majd decemberben elhagyta Nápolyt, és Genovát érintve Velencébe utazott volna, de a Ligur-tengeri kikötővárosban megtudta, hogy december 12-én a Teatro La Fenice lángok martalékává vált. Az új helyzetben Lanari azt kérte tőle, hogy mondjon le fizetésének negyedéről. Donizetti ennél kevesebbet engedett, és a választ meg nem várva Milánóba utazott karácsonyra. Mivel továbbra sem érkezett hír Lanaritól, úgy döntött, hogy mégiscsak elutazik Velencébe, ahol a La Fenice társulata ideiglenesen a Teatro Apollóban játszott. Az évadot a Lammermoori Luciával nyitották meg, a Pia de’ Tolomei bemutatóját későbbre időzítették. A próbák közben a primadonna megbetegedett, a Firenzéből érkező helyettesnek pedig idő kellett, hogy betanulja az új és hosszú szerepet. Donizettit aggasztotta ez, hiszen Nápolyban mindössze két hónapnyi távollétet hagytak jóvá, és tudta azt is, hogy ha az operát az évad végén mutatják be, csak kevés előadásra számíthat. Az operát végül 1837. február 18-án mutatták be. A fogadtatás vegyes volt, és a zeneszerző nagy csalódására pontosan az általa legjobbnak tartott áriát, a finálét értékelték a legkevésbé – ezért távozása előtt megígérte Lanarinak, hogy átírja azt. A módosított változatot július 31-én mutatták be Sinigagliában. Ősszel Nápolyban is előadták a művet, amit a helyi cenzorok kérésére jelentősen átírt, de ennek ellenére több mint két hónapig műsoron volt.

### Családi tragédiák
Miután 1837 februárjában hazatért Nápolyba, először egy kantátát írt a mindössze huszonnyolc évesen elhunyt Maria Malibran emlékére. A kantátában közreműködtek még Pacini, Mercadante, Vaccai és Pier Antonio Coppola is. A művet március 17-én mutatták be a La Scalában, és a kritikusok egyértelműen gyengének minősítették.
Áprilisban újabb librettót keresett, hiszen a Barbajával kötött új szerződése szerint ősszel egy új operát kellett bemutatnia a San Carlóban. Volt egy másik szerződése is: Lanari még Velencében felkérte, hogy írjon egy operát az újjáépített La Fenice megnyitójára.
Donizetti jólétének bizonyítéka volt, hogy Nápolyban módosabb lakásba költözött, utazásainak megkönnyítése érdekében pedig lovakat és hintót vett. Májusban meghalt Niccolò Antonio Zingarelli, a neves nápolyi konzervatórium igazgatója, és Donizettit nevezték ki helyettesének. Bátran remélhette, hogy a közeljövőben végleg megkapja a igazgató állását, ami nem csak presztízskérdés volt számára, de nagy anyagi biztonságot is jelentett volna élete végéig. Gond volt azonban, hogy minden korábbi igazgató a Két Szicília Királyságában született, és noha Donizetti nápolyi lakosnak tartotta magát, az északi Lombard–Velencei Királyság szülöttje volt. A helyi lapokban hamarosan megjelentek a kinevezését ellenző kritikák is.
Időközben Lanari felkérte, hogy kedvenc operáját, a Angliai Rosamundát dolgozza át a San Carlo számára, és ezért hajlandó volt fizetni is. A Guyenne-i Eleonóra (Eleonora di Gujenna) azonban ismeretlen okok miatt nem került színpadra, sőt a beígért fizetség is elmaradt.
Június 13-án megszületett fia, aki mindössze egy órát élt. A szülés után Virginia egészsége megrendült. A városban közben felütötte fejét a kolera is. Miközben feleségére vigyázott, a Devereux Róbert előkészítésével foglalkozott és kantátát írt a király születésnapjára (július 31.) La preghiera di un popolo (Egy nép imája) címmel. A bemutató előtt egy nappal elhunyt a huszonnyolc éves Virginia, és a járvány miatt még aznap el kellett temetni. Később egy emlékező szertartást rendeztek neki a Santa Maria delle Grazie-templomban. Halálának pontos oka nem ismert: a Donizetti által feljegyzett tünetek alapján egyes kutatók gyermekágyi lázat valószínűsítenek, mások himlőt. Egyesek arra gyanakszanak, hogy a férjétől elkapott szifilisz végezhetett vele.
A zeneszerzőt lesújtotta feleségének halála, de barátai támogatásával rövid idő alatt visszatért munkájához, a Devereux Róberthez. Mivel a próbákat elnapolták, a Velencének ígért opera előkészítéséhez is hozzálátott. A Devereux Róbertet végül 1837. október 28-án mutatták be nagy sikerrel, a további előadásokat azonban az egyik főszereplő betegsége miatt el kellett halasztani.
A Velencének szánt opera szövegkönyvét Salvadore Cammarano írta, akinek munkájával elégedett volt, és egy levelében leszögezte, hogy soha nem hagyná kenyér nélkül Cammaranót és családját. A művet szeptemberben kezdte el komponálni. A szereplőválasztást nehezítette, hogy a La Fenice igazgatója Giuditta Pastát szerette volna a főszerepben látni, de Lanari és Donizetti is tudta, hogy az énekesnő korábbi sikereket arató hangja megrendült, és képtelen lenne kielégíteni a közönség elvárásait. Az ügy szerencsésen azzal oldódott meg, hogy Pasta végül nem vállalta a szerepet. Az operát 1838. december 30-án mutatták be az újjáépített La Fenicében. Noha jelentős tapsot kapott, a Maria de Rudenz mégsem nyerte el a velenceiek tetszését, és már a második előadás után lekerült a műsorról.

### Szakítás Nápollyal
Továbbra is halogatták kinevezését a nápolyi konzervatórium élére. A zeneszerzőt elbizonytalanította, hogy a király és a belügyminiszter is vonakodott válaszolni sürgetésére. A bizonytalanság hamarosan frusztrációba csapott át, sőt, barátainak írott leveleiben azzal fenyegetőzött, hogy végleg elhagyja a várost, ha nem kapja meg a kinevezést. Helyzetén jelentősen rontott a Maria de Rudenz gyenge fogadtatása. 1838 májusában meghívták igazgatónak a milánói konzervatóriumba, de nem fogadta el az ajánlatot, nehogy a király hálátlansággal vádolja. Júniusban megunta a várakozást, és benyújtotta felmondó levelét, de választ nem kapott. A konzervatórium élére végül Saverio Mercadantét nevezték ki, de csak 1840-ben, másfél évvel azután, hogy Donizetti távozott Nápolyból.
Donizetti nem távozhatott azonnal, mert még egy szerződés kötötte a városhoz. A Maria da Rudenz velencei bemutatójának idején találkozott Adolphe Nourrit francia tenorral, aki számos nagy sikerű francia darab bemutatóján énekelt már. Donizetti unszolására Nápolyba érkezett, ahol sikerült szerződnie Barbajával arra, hogy a zeneszerző következő operájának bemutatóján ő énekelhesse a főszerepet – Donizetti ehhez a korábban a cenzúra miatt félbehagyott Gabriella di Vergyt szerette volna befejezni. Mindeközben intenzíven tárgyalni kezdett a párizsi operával is egy bemutatóról. Amikor 1838 májusában kézhez kapta párizsi szerződését, úgy döntött, hogy a nápolyi és a párizsi színpadnak is megfelelő témát kell választania: ez Corneille műve, a Polyeucte lett. Nourrit levelezéséből tudjuk, hogy a tenor aktívan részt vett a librettó előkészítésében, segítve Cammarano munkáját, hiszen behatóan ismerte a francia közönség igényeit. A Polyutus július elejére készen állt, de Donizetti félt a nápolyi cenzoroktól, hiszen a darab egy szent mártíromságáról szólt. Félelme nem volt alaptalan, és augusztus 12-én valóban tiltó királyi rendeletet kapott kézhez. Ekkor nagy sietve befejezte a Gabriella di Vergyt.
A Polyutus betiltása tovább bonyolította Donizetti helyzetét. Politikai síkon kérdésessé vált, hogy királyi nemtetszése befolyásolja-e majd Párizsba távozásának lehetőségét. Művészileg is gondban volt, hiszen továbbra is tartozott egy operával Barbajának. Noha befejezte a Gabriella di Vergyt, a cenzorok ennek a változatnak a bemutatását sem engedélyezték. Mivel nem adta fel azt a szándékát, hogy színpadra állítsa a Polyutust, fontolóra vette a librettó átalakítását, elfogadhatóvá tételét is. Ismeretlen okok miatt azonban úgy döntött, hogy megpróbál kiegyezni Barbajával, és kéri, fogadják el egy olyan művét, amit más városban már bemutattak, de Nápolyban még nem. Így esett a választás a Pia de’ Tolomeire. A cenzorok azonban ismét közbeszóltak, és jelentős húzásokat kértek. Az átdolgozott művet szeptember 30-án adták elő. Mivel Donizetti nem új zenével állt elő, hanem egy régi művét szedte elő, büntetést kellett fizetnie, ám Barbajának tett ígéretét teljesítettnek tudhatta, és immár semmi nem kötötte Nápolyhoz.

### Távozása Párizsba
Donizetti már jó ideje készült Párizsba; 1835-ben, a Marino Faliero komponálása idején még egy ügynököt (Michele Accursi) is alkalmazott, hogy képviselje érdekeit a francia fővárosban. 1837 májusában levelet írt párizsi barátjának, Gilbert Duprez tenornak, és kérte, hogy segítsen színre vinni a Calais ostromát, megjegyezve, hogy hajlandó a művet a párizsi igényeknek megfelelően módosítani. A párizsi Opéra igazgatója, Charles Duponchel azonban kizárólag olyan zeneszerzőket foglalkoztatott, akik minden probléma nélkül meg tudták zenésíteni a francia nyelvű librettókat. Donizetti négy művét (Boleyn Anna, Calais-i János, Marino Faliero és A bajba került házitanító) már bemutatták a Théâtre-Italienben, így a francia közönség megismerhette, de művei hamar lekerültek műsorról, mert nem tudták felvenni a versenyt Bellini és Rossini operáival. Egyedül a Boleyn Anna ért el nagyobb sikereket. A Lammermoori Lucia fergeteges sikere után (1837. december 12.) nyílt meg számára a lehetőség, hogy szerződést szerezzen Párizsból. Duponchel 1838 májusában küldte el a szerződést két opera megírására.
A Pia de’ Tolomei nápolyi bemutatója után hajóra ült Marseille felé, onnan pedig Párizsba ment. Az Opérával kötött szerződése mellett további munkalehetőséget jelentett Donizetti számára, hogy a Théâtre-Italien befogadta a Devereux Róbertet és a Szerelmi bájitalt is. Donizetti úgy gondolta, hogy a párizsi szerződés pályájának csúcsa lehet, és Rossini példáján okulva korai visszavonulásán is gondolkodott, de terveit számos dolog akadályozta. Duponchellel sikerült kiegyeznie, hogy az első operája a Polyutus francia változata legyen. A librettó átírásával Eugène Scribe-et bízta meg. Az A mártírok címet viselő opera tizennyolc hónap alatt készült el úgy, hogy a zeneszerző közben számos más művel is foglalkozott.

### Párizsi sikerek

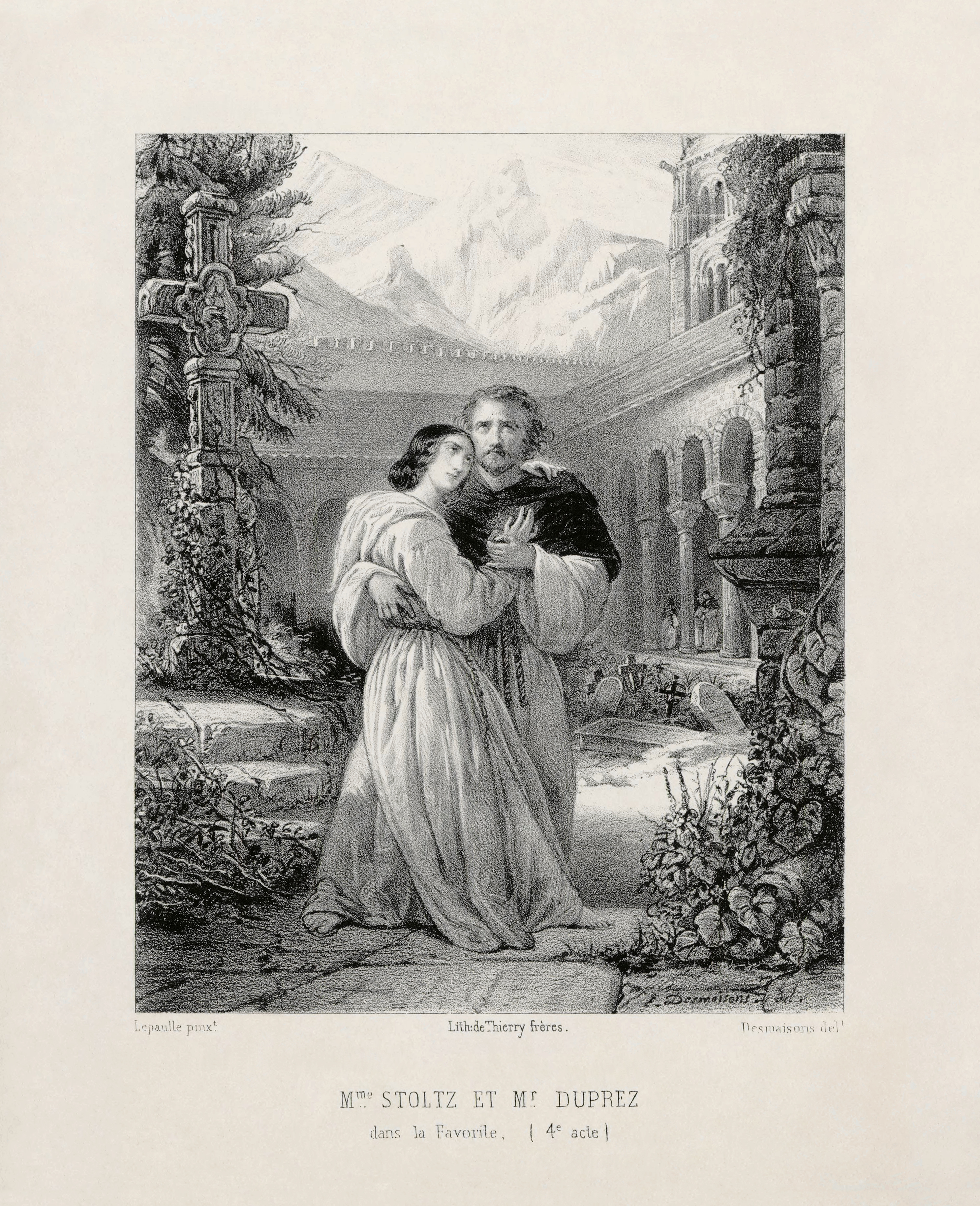
Teresina Stolz és Gilbert Duprez, A kegyencnő bemutató előadásának énekesei

A Devereux Róbert francia bemutatójára egy nyitányt írt a God Save the Queen dallamára. Az operát december 27-én mutatták be a Théâtre Italienben, ahol a francia közönség a bravúros áriáknak köszönhetően kedvezően fogadta a művet. A Szerelmi bájital 1839. január 17-ei bemutatója azonban ennél is nagyobb siker volt, és ez megmutatkozott az előadások számában is: míg a Devereux Róbert mindössze öt előadást ért meg, a Szerelmi bájital hatvanegyet. Mivel A mártírok librettójának átdolgozása lassan haladt, Donizetti hozzálátott egy másik nagyopera, az Alba herceg megírásához, szintén a Théâtre Italien számára. Eközben a Théâtre de la Renaissance számára Alphonse Royer és Gustave Vaez franciára fordított szövegkönyve alapján átdolgozta a Lammermoori Luciát is. 1839. augusztus 6-án a bemutató a gyenge szereposztás ellenére is nagy sikert aratott. Az átdolgozott operát hamarosan vidéki színházak is bemutatták.
1839 szeptemberében Donizetti megtudta, hogy a Párizsi Jánost a milánói Scalában is be akarják mutatni, ezért tiltakozó levelet küldött az operaházat felügyelő bizottságnak. A mű bemutatását azért kifogásolta, mert azt évekkel azelőtt barátjának, a tenor Giovanni Battista Rubininek írta ajándékképpen, és feltételezte, hogy a Scala impresszáriója tisztességtelen úton szerezte meg a partitúrát. Donizetti levele azonban megkésett: szeptember 10-én, a bemutató napján érkezett Milánóba. A Párizsi János közepes sikert aratott. Donizetti perrel fenyegetett, de végül 1841-ben megegyeztek, és ejtette a vádakat.
Párizsban ebben az időszakban kezdődtek el A mártírok próbái. Közben egy vígoperát írt az Opéra Comique számára Az ezred lánya címmel, de már két másik opera ötlete is foglalkoztatta: A tiroli vőlegény (A San Domingó-i örült átdolgozása), valamint A nisidai angyal. Mindkettőt a Théâtre de la Renaissance-nak szánta. Ezek közül a második terv valósult meg 1839. december 27-re: A nisidai angyalt sikerült eladnia a Théâtre de la Renaissance-nak. A bemutatót februárra tűzték ki, de elmaradt, mivel a társulatnak a bemutatott darabok bevételeiből kellett magát fenntartania, és ez nem sikerült, tehát 1840 januárjában pénzügyi okok miatt feloszlatták.
Mivel A mártírok bemutatója tovább késett, Donizetti Az ezred lánya próbáira fordította idejét. Ez volt az első olyan francia operája, amelyet Párizsban írt. A bemutató 1840. február 11-én szinte katasztrofálisra sikerült, köszönhetően Donizetti francia riválisainak. A mű fogadtatása azonban hamarosan megváltozott, a közönség egyik nagy kedvencévé vált.
A mártírokat április 10-én mutatták be az Opérában. Az előadás sikeres volt, de különösen nagy tapsot csak a harmadik felvonás fináléja kapott, amit meg is kellett ismételni. Ennek dacára húsz előadás után lekerült műsorról, és ez kiábrándította a zeneszerzőt. A mű elutasításának oka abban keresendő, hogy a párizsi közönség a nagyoperák történelmi világához volt szokva, ezért a pogányság és a korai kereszténység konfliktusa hidegen hagyta. Volt egy másik oka is annak, hogy levették a műsorról, mégpedig az Opéra színfalai mögött az igazgatói székért vívott csatározás. Az igazgatói székre pályázó Pillet Donizetti művét Duponchel „drága tévedésének” kiáltotta ki, így próbálva kimozdítani őt székéből.
1840 júniusában visszatért Itáliába. Rövid milánói tartózkodás után Bergamóba utazott, ahol felügyelte A római menekült próbáit. Innen visszatért Milánóba, ahol színpadra állították Az ezred lánya olasz változatát. Ekkor Pillet, az Opéra új igazgatója azonnali hatállyal visszahívta Párizsba, hogy tegyen eleget szerződött kötelezettségének, és írja meg második operáját. Ez arra késztette Donizettit, hogy elhalassza egy, a római Teatro Apollóval kötött szerződését az 1840–1841-es karneváli szezonra.

### A kegyencnő
Párizsba visszatérve ismét előszedte az Alba herceget, de hamarosan félretette, és inkább A nisidai angyallal foglalkozott. E döntését nagyban befolyásolta Rosine Stoltz, az Opera teljhatalmú szopránja, aki hatalmában tartotta Pillet-t is. Az énekesnő úgy érezte, hogy az Alba herceg nem biztosítja számára a megkívánt tündöklést, viszont A nisidai angyal hősnője kifejezetten tetszett neki. Stoltz nemtetszésének oka részben az volt, hogy az Alba herceg női címszerepét Donizetti eredetileg „ősellenségének”, Julie Dorus-Gras-nak szánta. Mivel a bemutatóig kevés ideje maradt, Donizetti A nisidai angyal zenéjét bővítette nagyoperai méretűre. A szövegkönyvet Scribe dolgozta át, és Stoltz és Pillet viszonyára utalva az A kegyencnő címet adta neki.
A kegyencnő zenéjével 1840. október elejére lett készen, és ezzel egyidőben a négyfelvonásos mű próbái is elkezdődtek. Donizetti főleg annak örült, hogy az Opéra elsőrangú énekeseket szerződtetett a bemutatóra. Mivel a próbák lassan haladtak, ő pedig képtelen volt tétlenül ülni, hozzálátott a Lucrezia Borgia színpadra állításának előmunkálataihoz a Théâtre Italien-ben. A művet október 31-én mutatták be nagy sikerrel, de az előadások sorát megszakította, hogy Victor Hugo plágium vádjával beperelte Étienne Monnier-t, Romani librettójának fordítóját, ugyanis szerinte a francia fordítás nyelvezete túlzottan hasonlított saját művéhez. Az ügyet végül is Donizetti oldotta meg a kényes részek átdolgozásával, így a művet ismét színpadra vihették.
Eközben A kegyencnő próbái jól haladtak. A művet december 2-án mutatták be, Rosine Stoltzal a főszerepben. Bár idővel ez lett Donizetti egyik legnépszerűbb műve, a premiert a közönség közömbösen fogadta, és a sajtó is visszafogottan írt róla. Donizetti helyzetén ez nem rontott, hiszen az opera megfelelő szereplési lehetőséget nyújtott Stoltznak, ő pedig befolyása alatt tartotta az igazgatót, Pillet-t. A mű történetében a nagy áttörést az 1841. február 12-i bemutató hozta meg, amin a főszerepet Carlotta Grisi énekelte. Ettől kezdve a mű a francia opera repertoár egyik alapműve lett.

### Itáliai bemutatók

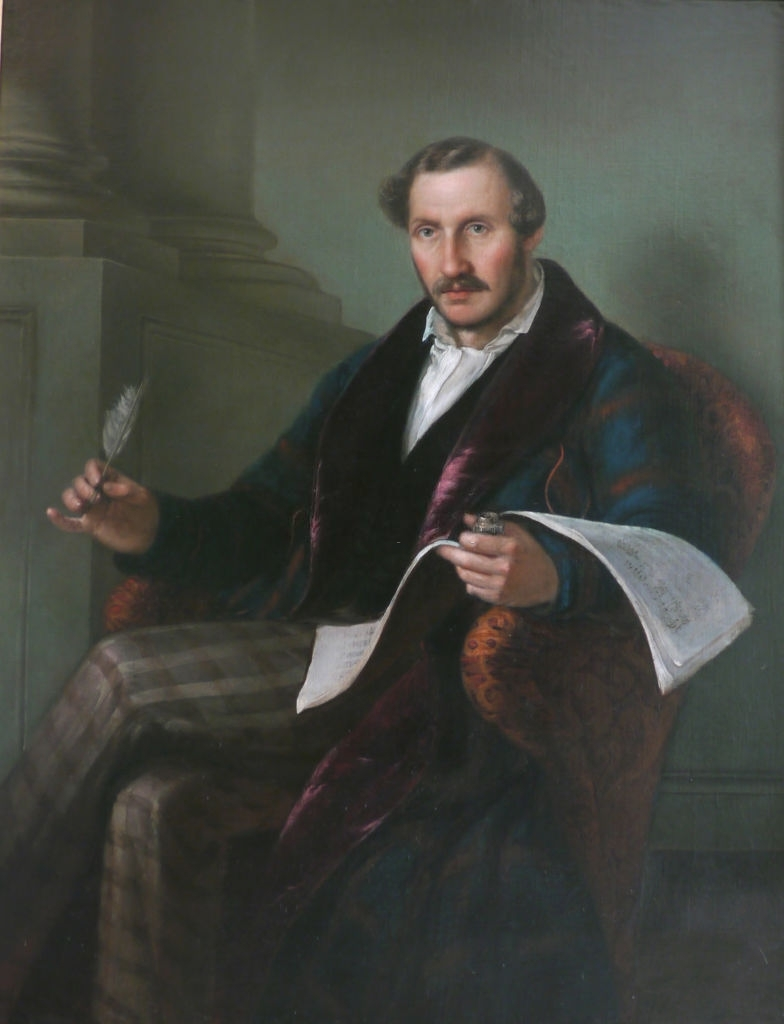
Donizetti portréja (Giuseppe Rillosi festménye)

December közepén Donizetti Rómába utazott legújabb operája, az Adelia bemutatójára. A művet rövid idő alatt, a Gabriella di Vergy zenéjét is felhasználva komponálta meg A római bemutatóra az a Vincenzo Jacovacci impresszárió szerződtette le, akivel egy évvel korábban Milánóban ismerkedett meg. A művet 1841. február 11-én mutatták be, és a premier előtt szinte lázadás tört ki, ugyanis az impresszárió a Teatro Apollo kapacitásánál jóval több jegyet adott el. Ez jelentősen befolyásolta a bemutató sikerét, a művet végül mégis kedvezően fogadták.
Február közepén Donizetti Civitavecchiába utazott, ahol részt vett A római menekült előadásán, amit a helyi akadémia rendezett tiszteletére. Innen továbbutazott Marseille-be, majd Párizsba, ahol egy új vígoperát szeretett volna írni – legalábbis levelei szerint, ugyanis 1841-ben egyetlen művét sem mutatták be. Ennek oka az lehet, hogy nem talált megfelelő librettót, ugyanis az utóbbi évek sikerén felbuzdulva már jóval körültekintőbben válogatta meg szövegkönyveit. Pillet felkérte, hogy készítsen méltó folytatást A kegyencnőhöz, de Eugène Scribe librettója nem tetszett neki, így elutasította. Felkereste Aguado márki is, aki a Francia Akadémia számára szeretett volna egy operát, de ebből se lett semmi, sőt, Donizetti visszautasította az Opéra Comique két felajánlott librettóját is. Egyetlen élő szerződése ebben az időben a La Scalával volt a következő karneváli szezonra. Amíg a milánói librettóra várakozott, találkozott Gustave Vaëzzal, akitől megkapta egy egyfelvonásos mű librettóját. Ez volt a Rita, amely mindössze nyolc különálló dalból és az ezeket összekötő szöveges részből állt. A művet mindössze egy hét alatt komponálta és hangszerelte meg. Mivel a művet az Opéra Comique igazgatója visszautasította, megpróbálta Nápolyban eladni, de Barbaja váratlan halála miatt a terv elakadt. A Ritát jóval később, a zeneszerző halála után, 1860. május 7-én mutatták be Párizsban.
A Ritával ellentétben a Maria Padilla komponálása fáradságos és problémás volt. A La Scala legbefolyásosabb embere ebben az időben Bartolomeo Merelli volt, így a színház igazgatósága őt kérte fel a librettó kiválasztására. Merelli ellenségesen, kételyekkel tele fogadta el az együttműködési szerződést. Miután Cammarano visszautasította a szövegkönyv megírását, a választás Gaetano Rossira esett. A december 26-án megtartott bemutató nem váltotta be Donizetti elvárásait, a közönség ennek ellenére többször is kihívta a függöny elé.

### Bécsi bemutatkozás
Merelli révén került kapcsolatba a bécsi Kärtnertortheaterrel, amely felkérte egy opera megírására – a Linda di Chamounix librettóját is Gaetano Rossi írta. Donizetti Milánóban, barátai körében maradt komponálni. 1842 első hónapjaiban abban reménykedett, hogy újabb megrendelést kap majd, ezúttal Londonból, Benjamin Lumley impresszáriótól, akivel az előző év novemberében ismerkedett meg. Librettistának Felice Romanit kérte fel, ő azonban nem tudta időben teljesíteni szerződését, mert friss házasként éppen mézesheteit töltötte.
Mielőtt Bécsbe utazott volna a Linda di Chamonix bemutatójára, Bolognában vezényelte a zeneszerző kérésére Rossini Stabat materét. A megrendült egészségű Rossini felkérte Donizettit, hogy vegye át a bolognai zeneiskola vezetését, de Donizetti ezt nem fogadta el, hiszen ehhez át kellett volna költöznie ebbe a városba, ő pedig nagy tervekkel várta bécsi bemutatóját.
1842. március 27-én érkezett Bécsbe, ahol a Kärtnertortheater vezetősége nagyon számított új művének sikerére, mivel az olasz évad addigi bemutatói nem váltották be a várt reményeket. A bemutatót a próbák késése, majd a tenor betegsége miatt május 19-re kellett halasztani, ennek ellenére hatalmas sikert aratott, sőt a harmadik előadásra a császári család is ellátogatott.
A Linda di Chamonix bemutatója mellett Donizetti részt vett egy, a császári család számára rendezett magánhangversenyen, és Metternich herceg is vendégül látta.

### ADon Pasquale
Az osztrák fővárosban számos állásajánlatot kapott, de mindvégig remélte, hogy őt nevezik ki udvari karmesternek. Kemény pénzügyi feltételeket támasztott, azzal érvelve, hogy operakomponistaként többet keresne. Június végére megérkezett az informális ajánlat, az általa kért összeg háromszorosa. A hivatalos kinevezést 1842. július 13-án adták ki, de ő addigra elhagyta a várost. Milánóba utazott barátaihoz, majd Bergamóba, ahol Mayrral találkozott. Visszautazott Nápolyba, ahol a San Carlo operaházzal szerződést írt alá. Innen visszautazott Párizsba, ahol az Alba herceget kellett volna színre vinnie Teresa Stolz-cal a főszerepben. A bemutatót ezúttal is elhalasztották, immár 1845-re.
Pillet, az Opéra igazgatója azt kérte, hogy Scribe és Donizetti új operát írjon színházának. Ehelyett a zeneszerző A mártírok felújítása mellett kardoskodott, azt viszont Pillet nem támogatta.
Átdolgozta a Linda di Chamounix-t a Théâtre Italien számára és megkomponálta a Don Pasquale című új művét, amelyre szintén a párizsi olasz társulat kérte fel szeptember 27-én. A librettót Giovanni Ruffini írta, és a zenéjét Donizetti saját bevallása szerint mindössze tizenegy nap alatt komponálta meg. Ez kevéssé tűnik valószínűnek, inkább arról lehet szó, hogy tizenegy nap alatt komponálta meg a mű vázlatát, amelybe öt dalt is beleszőtt. A művet többszöri halasztás után 1843. január 3-án mutatták be, és azonnali sikert aratott. Bellini A puritánok című operájának nyolc évvel korábbi bemutatója óta nem volt hasonló siker a Théâtre Italien-ben. A párizsi siker után Donizetti Bécs számára is átdolgozta a művet, és az operát hamarosan Európa szinte minden országában, sőt Amerikában (New Orleansban) is bemutatták.

### Egészségi állapotának hanyatlása
Párizsban nagy megtiszteltetés érte, ugyanis a Francia Akadémia levelező tagjává választották. A francia fővárosból Bécsbe utazott, ahol az egyre gyakrabban jelentkező láza ágynak döntötte. Január végén látott ismét munkához: párhuzamosan dolgozott a Kärntnertortheaternek, a San Carlónak és az Opéra Comique-nek, figyelmét azonban az Opéra által rendelt nagyoperára összpontosította. A Rohani Mária készült Bécs, a Ruy Blas a San Carlo számára, az Opéra Comique-nak pedig a Ne m’oubliez pas-t szánta. Az elsővel február végére el is készült. A nápolyi operát a librettista Salvadore Cammarano lustasága és a helyi cenzorok lassú munkája hátráltatta. Mivel idejének legnagyobb hányadát nagyoperájának komponálása kötötte le, szerződést bontott az Opéra Comique-kal, így a Ne m’oubliez pas-nak mindössze néhány száma készült el.
Mindeközben egyre többet foglalkozott hanyatló egészségével. Ez idő tájt írt leveleiben gyakran panaszkodik erős fejfájásokra és feltűnően magas lázra. Utal arra, hogy Párizsban elkapott valami új kórt, valószínűleg egy újabb nemi betegséget.
A Dom Sébastien komponálását betegsége mellett egyéb okok is hátráltatták. Március 2-án próba nélkül mutatták be két egyházi kompozícióját, az Ave Mariát és a Misererét. Kellemetlen hír volt, hogy az érte addig lelkesedő velencei közönség a rosszul megválasztott szereplőgárda miatt vegyes érzelmekkel fogadta a Maria Padillát és a Linda di Chamounix-t. Megpróbálta felbontani szerződését a San Carlóval, mivel a Ruy Blas komponálásával holtpontra jutott. Az impresszáriót nem tudta meggyőzni ezért egyik korábbi tervét, a Caterina Cornarót vette elő és dolgozta át.
Egy évvel korábban, júniusban egy újabb opera komponálását vállalta Bécs számára, remélve, hogy Salvadore Cammarano írja majd annak szövegkönyvét. Mivel Cammarano nem vállalta a feladatot, Donizetti választása arra a fiatal Giacomo Saccheróra esett, aki már négy sikeres szövegkönyvet írt a La Scalának. A librettó alapja Jules-Henri Vernoy de Saint-Georges La Reine de Cypre (Ciprus királynője) című szövegkönyve volt, amelyet eredetileg Fromental Halévynek szánt. Donizetti a komponálással gyorsan, május végére végzett. Mivel a művet a San Carlónak írta, különös figyelemmel kísérte a nápolyi cenzorok megjegyzéseit, ugyanis a sok módosítás időt vett volna el készülő nagyoperájától. Az új művet hosszas késések után decemberben kezdték el próbálni, majd 1844. január 18-án mutatták be: a közönség kedvezőtlenül fogadta, és mindössze hat előadást ért meg. Donizetti úgy érezte, hogy operája indokolatlanul bukott meg, és mindvégig hitt benne, de a bécsi bemutató terve meghiúsult, sőt az átdolgozott és Parmában bemutatott változat sem hozta meg a várt sikert.

### Az utolsó opera
Donizetti utolsó operája a Dom Sébastien. Ezt a művét képzelte el karrierje tetőpontjának, ettől remélte a francia közönség teljes elismerését. A művet az Opéra kívánalmait figyelembe véve, a francia nagyopera hagyományait követve alkotta meg. Éppen ezért: a különleges színpadi követelmények, a népes kórus miatt ez az egyik legritkábban játszott műve. A szövegkönyv megírásával már 1842. december elején megbízta Eugène Scribe-et. A komponálást Scribe lassúsága és Donizetti párhuzamosan vállalt szerződései is hátráltatták. A Dom Sébastien próbáit 1843. július végén kezdték el, ám a zeneszerző kifogásolta, hogy ezek felügyeletét nem bízták rá teljesen. Több halasztás után a bemutatót november 13-án tartották. Az eseményt beárnyékolta, hogy Meyerbeer, a párizsi Opéra legsikeresebb zeneszerzője pontosan erre az estére időzített egy díszvacsorát, amelyre meghívta a francia főváros legnevesebb zenekritikusait, újságíróit. Donizetti művének bemutatója a vártnál is jobban sikerült, a közönség lelkesedett a műért. Ennek ellenére nem sikerült repertoáron maradnia. Mindössze harminckét előadás után levették a műsorról, bár átdolgozott, rövidített változatát a vidéki francia társulatok tovább játszották. Donizetti jelentősen megrövidítve Bécs számára is átírta a művet. A német Dom Sébastien sokkal nagyobb sikernek bizonyult, mint a francia változata, és ez a változat került át később az olasz színházakba is.

### Utolsó évei

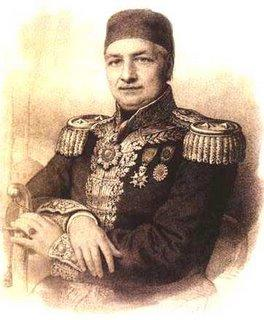
Giuseppe Donizetti, Gaetano testvére

A Dom Sébastien próbái alatt Donizetti egészsége jelentősen megromlott, feltartózhatatlan betegsége kilépett lappangó fázisából. Gyakran panaszkodott emlékezetkiesésre, hirtelen dührohamokra. 1843. december 30-án Bécsből visszatért Párizsba, ahol doktorainak tanácsára digitálisszal és mustárvizes borogatással kezeltette magát. Próbált ugyan tovább dolgozni, de állapota miatt egyre kevésbé volt képes odafigyelni cselekedeteire. Fogai elhulltak, testtartása megváltozott, néha járási zavarai voltak. A bécsi 1844-es olasz operaszezon után Itáliába utazott testvérével, Giuseppével. Eközben időjárásérzékennyé vált, és erre leveleiben többször is panaszkodott. 1845 májusában egy új operát tervezett a Théatre-Italien számára, ez azonban megrekedt a terv szintjén, ugyanis hanyatló állapotában mindössze egy dal kezdetét tudta megírni. 1845-ben Londonból is kapott megbízást, de azt visszautasította.
1845. augusztus elsején Párizsban az utcán rosszul lett és összeesett. Három neves francia orvos vizsgálta meg még aznap: éghajlatváltozást javasoltak és eltiltották minden munkától. Az orvosok szigorúsága megrémítette Donizettit, aki azt képzelte, hogy öt szerződése van függőben. Noha ő nem volt hajlandó tudomást venni karrierje végéről, barátai már tisztában voltak vele. 1845 őszén Liszt Ferenc is értesült Donizetti állapotáról, és kérte eltávolítását a bécsi udvari karmester állásából. Barátai azt tanácsolták, hogy térjen vissza Nápolyba, Rómába vagy akár Bergamóba, ahol állandó felügyelet alatt lehet. Noha egy rövid ideig úgy tűnt, hogy egészsége javul, az év végére állapota rosszabbodott: nem tudta a fejét megtartani, minden mozdulat fájt neki, szemei üvegessé váltak, elméje pedig egyre zavarodottabbá. Unokaöccse, a huszonhét éves Andrea gondozta, ám 1846. január végén az orvosok tanácsára egy szanatóriumba utaltatta.
Február 1-jén szállították át az Ivry-i szanatóriumba. A nagyközönség előtt ezt titokban tartották, és azt terjesztették, hogy Nizzába utazott gyógyulni. Donizettit csak úgy tudták kimozdítani a szállodájából, hogy azt mondták neki, Bécsbe viszik. Három órás utazás után azt füllentették neki, hogy elromlott a delizsánsz kereke, várni kell, amíg megjavítják, és felajánlották neki, hogy addig töltse idejét a közeli vidéki kastélyban. A mit sem sejtő Donizetti bevonult az épületbe. Amikor észrevette, hogy inasa nincs mellette, gyanút fogott, ám ekkor azt mondták neki, hogy az inas ellopta a pénzét meg értékeit, és mindaddig nem folytathatják útjukat Bécs felé, amíg a bűnügyet meg nem oldják. Amikor arra hivatkozott, hogy a francia rendőrség őt nem tartóztathatja fel, hiszen ő osztrák állampolgár, azt mondták, a rendőrség szerint ő maga rendezte meg a lopást azért, hogy inasa tolvajnak tűnjön – ilyen hazugságok sorával sikerült őt a szanatóriumban tartani.
Akkori, segítségkérő levelezéséből kitűnik zavarodott elmeállapota. Itáliai rokonai aggódtak, és továbbra is ragaszkodtak ahhoz, hogy hazavigyék Donizettit barátaihoz. Unokaöccse, Andrea intézett neki orvosi ellátást és szállást Bergamo mellett, az átutazást azonban a francia hatóságok az orvosok véleményére hivatkozva nem engedélyezték. A következő hónapokban számos barátja látogatta meg, többek között Eduard von Lannoy, aki felismerte, hogy a súlyos beteg hangulatát javítja, ha találkozhat ismerőseivel. Ultimátumszerű levelet írt a zeneszerző testvérének, aki megkérte fiát, Andreát, hogy intézkedjen. Donizetti unokaöccse 1847. április 23-án érkezett Párizsba. Nyomban hozzálátott az átköltöztetés megszervezéséhez, de ismét a rendőrség és az orvosok ellenállásába ütközött. Ezért személyesen kereste fel a rendőrfőnököt, akinek elmondta azt a gyanúját, hogy a zeneszerző pénze felett őrködő Coussy bankár és feleségének érdeke, hogy a zeneszerzőt közeli megfigyelés alatt tartsák. Végül sikerült meggyőznie a rendőrfőnököt, és tizenhat hónap szanatóriumi tartózkodás után Párizsba vihette nagybátyját – Bergamóba hazavitelét azonban a rendőrfőnök továbbra sem engedélyezte. A párizsi közönség egyre nagyobb érdeklődése és Donizetti magas beosztású barátainak nyomására végül szeptember 19-én útnak indulhattak Itália felé. Bergamóban Rosa Basoni és lánya vigyázott a meggyengült komponistára, aki napjainak nagy részét egy karosszékben töltötte.

### Halála
1848 februárjában félelemre okot adó lázrohamok hatalmasodtak el rajta, erősen izzadt és fuldokolva köhögött. Doktora étrendváltozást és beöntéseket írt elő, így a hónap végére lefogyott ugyan, de egészsége részben helyreállt. Április 1-jén egy vacsora közben epileptikus rángógörcs uralkodott el rajta, és végtagjai megbénultak. A következő reggelre a paralízis visszahúzódott, de a görcsös állapot két nap múlva sokkal erőteljesebben tért vissza. Ekkor papot hívtak hozzá, és megkapta az utolsó kenetet. Április 5-én láza súlyosbodott, helyzete napról napra rosszabbodott.
Nyolcadikán, délután 5-kor halt meg. Temetését április 11-re tűzték ki. A bergamói Valtesse temetőben helyezték örök nyugalomra. Földi maradványait 1875-ben áthelyezték a Santa Maria Maggiore katedrálisba.

## Művészete és öröksége

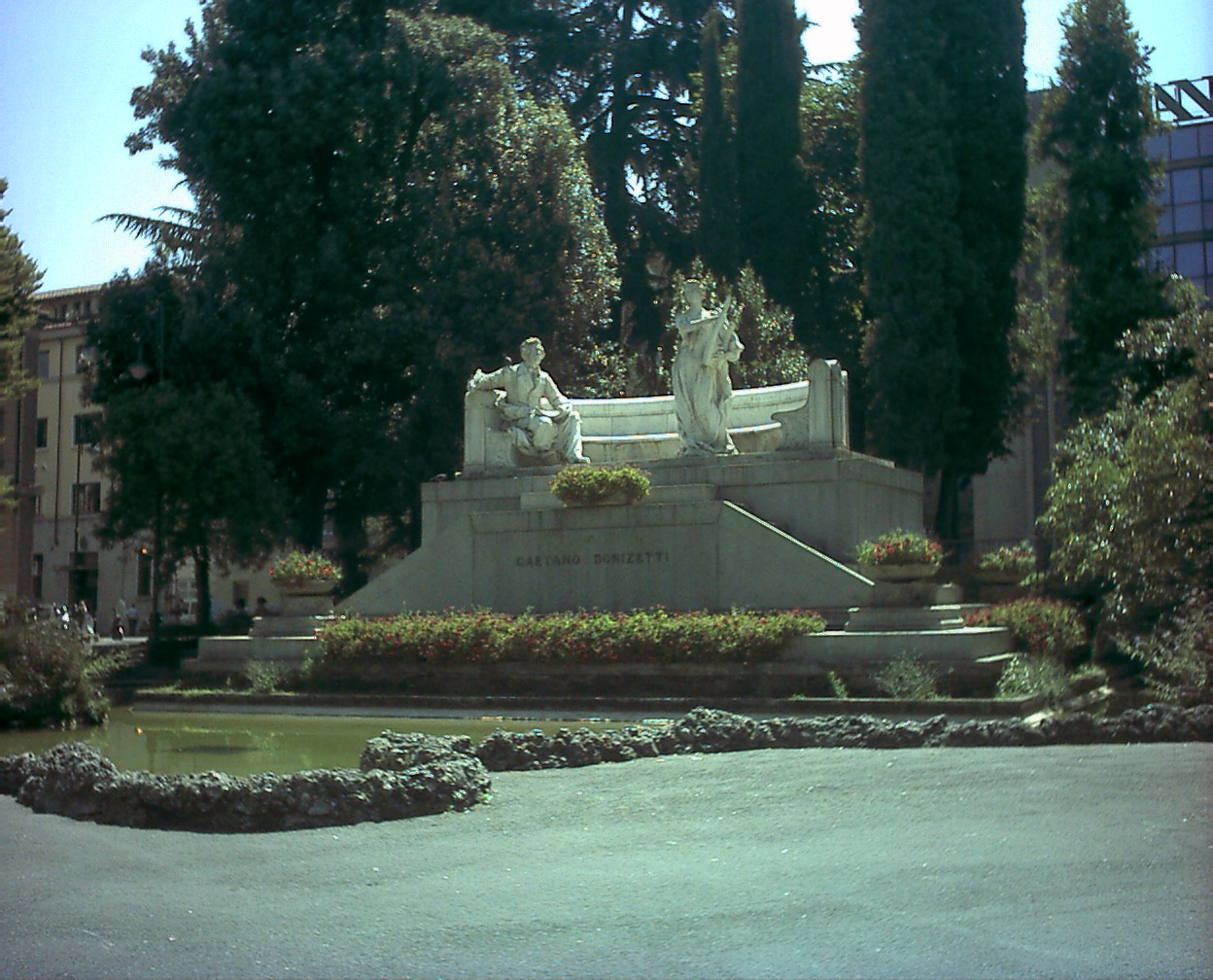
A Donizetti-kút Bergamóban

1810-től 1848-ig, Gioachino Rossini első operájától Donizetti haláláig három szerző határozta meg az olasz – nem a Párizsban honos, Cherubini-féle, látványos, nyelvében olasz, hanem az Itáliában komponált, bel canto – operát: Rossini, Donizetti és Bellini. Az ő operáikban az éneklés volt a legfontosabb és az énekesek, leplezetlenül szórakoztatni akartak.
A bel canto operák nagyrészt egy kaptafára készültek, sebtiben, és nagyon erősen a cavatina és a cabaletta eszközére támaszkodtak. A cavatina lassú és lírai, arra szolgált, hogy az énekes megcsillogtathassa dallamformálását; megmutathassa, hogy a hosszú hangokat milyen szépen, érzékenyen és árnyaltan tudja kitartani. A cavatinát egy gyors, cabalettának nevezett rész követte, amely az énekes virtuozitását volt hivatott bemutatni. A bel canto hibátlan technikát követelt az énekesektől és jó ízlést az ékítésekben, a díszítésekben, a kadenciákban. A bel canto operák szinte egy sémára készültek. A nyitó kórust katonás rendben sorakozó, gondosan adagolt áriák és együttesek követték. A felvonásokat zengzetes kórus zárta, amelyhez a főszereplők úgy csatlakoztak, hogy előreléptek a színpad szélét jelző lámpasorig, és onnan tekintettek a közönségre.
A Donizetti-operák őrülési jeleneteit különösen csodálták. A közönség szerette hallani, hogyan vergődnek hősnői a trillák, arpeggiók, skálamenetek, hangugrások és magas hangok tömegében, a hatást közbeiktatott kadenciákkal tetőzve. A francia opera átvette Donizetti őrülési jeleneteit, sőt, az ifjú Verdire is nagy hatást gyakoroltak. Hatvanöt operája közül ma már lényegesen kevesebb szerepel a világ színpadain, de ezekből is tökéletesen megismerhetők zenéjének jellegzetes vonásai: a hihetetlen könnyedség, a patakzó melódiák, a lágy harmóniák, vígoperáiban a friss szellemesség, a nem ritkán csípős, de sohasem bántó irónia és mindenekfelett a remekül énekelhető, hatásos szerepek sora.
Donizetti nem tartozott korának legeredetibb komponistái közé, ennek bizonyítéka az is, hogy egyéni zenei stílusa kortársaiénál jóval később alakult ki. Első operáinak zenéje Mayr és Rossini befolyását mutatja. Elmondható azonban, hogy Donizetti a kor zeneszerzőinek egyik archetípusa volt, hiszen kiválóan tudott alkalmazkodni az operaházak egyre gyorsabban változó igényeihez és ezzel párhuzamosan a közönség ízlésének változásához is. Karrierje elején mindössze egy célja volt: kiemelkedni az ismeretlenségből. Ehhez minél gyorsabban és minél többet kellett komponálnia, hogy a színpadok állandó szereplője maradhasson. A 19. század első harmadára jellemző volt, hogy a szerző megjelent egy operaházban, nagyjából három hét alatt megírt egy operát, majd továbbment a következő városba. Donizetti is hasonlóképpen tett, és eközben egy rekordot is felállított, ugyanis a Szerelmi bájital megírásához állítólag mindössze nyolc napra volt szüksége. Ez a tempó – főleg korai műveiben – gyakran a minőség kárára vált, mert (például Bellinivel ellentétben) nem túlzottan figyelt a szövegkönyveire. Szintén rossz hatással volt művészetére, hogy egyszerre több opera írását is felvállalta. E hozzáállást elsősorban tanára, Simon Mayr nevelte belé, ráadásul akkor még nem alakult ki a mai értelemben vett operarepertoár, így Donizetti egyáltalán nem számíthatott arra, hogy operáit a bemutató szezon után ismét színpadra állítsák. Ezt az állapotot Donizetti pályatársa, Rossini kezdte megváltoztatni, neki több művét már két egymást követő évadban is sikerült előadatnia. A szintén kortárs Bellini is hasonló sikereket ért el, így pályája második felében már Donizettinek is egyre több művét felújították.
Donizetti művészetének egyik jellegzetessége, hogy korábbi műveinek részleteit gyakran bedolgozta aktuális operáiba (a Maria de Rudenz egyes részleteit például beépítette a Polyutusba), bár arra mindig kínosan ügyelt, hogy ezeket a módosított részleteket a közönség ne ismerje fel. De nemcsak komoly operáinak zenéjét dolgozta fel újra meg újra, hanem azok zenéjét átültette buffáiba is (például a Szerelmi bájital egyik részlete a Granadai Alahorban is hallható).
Művészetére a legnagyobb hatással Simon Mayr és Gioacchino Rossini volt. Mayr ismertette meg vele a színpadi zenés műfajokat, de a többi zenei műfajt (oratórium, kantáta stb.) is – a legtöbb, nem opera jellegű művét diákkorában írta. Ugyancsak Mayrtól tanulta el az összetett színpadi képek használatát – Rossinitől viszont a dallamformálás eszközeit és mindazt, ami a bel cantót jellemzi.
Partitúráinak egyik jellegzetessége, hogy az elemi érzelmek (öröm, fájdalom, harag) legtöbbször igen találó zenei megfogalmazásban jelennek meg. Ennek egyik legjobb példája a Lammermoori Lucia, amelynek csúcspontja a fájdalmába beleőrülő főhősnő jelenete, és amely napjainkban is kitűnő alkalom arra, hogy a koloratúr énekesnő technikáját csillogtassa. A futamok, trillák egyben a szellem elborulásának is jelképei. Bonyolult lélekelemzést nem várt a korabeli közönség: elsősorban hatásos énekszámokat akart hallani. Ezeket Donizetti pazar bőkezűséggel alkotta.
Donizetti – éppúgy, mint Bellini – nem tartozik az opera reformátorai közé. Kora általánosan használt, a nápolyiaktól örökölt zenei formáit nem érezte szűknek mondanivalója számára. Mégis elindult a zárt számokból álló „koncert”-operától a teljesen átkomponált operához vezető úton. Bár csak az első lépéseket tette meg, műveiben a zárt számokat egybefűző zenekari kíséretes énekbeszéd számos helyen már dúsabb zenei szövetté sűrűsödik, mint elődeinél; a szöveg és a zene azonban – különösen komoly operáiban – még nem egészen talál egymásra. Ez a követelményt, amit pedig már a műfaj olasz megteremtői is fő céljuknak tekintettek, éppen olasz földön érték el a legkésőbb.
Donizetti zenetörténeti jelentősége elsősorban az, hogy utoljára lehelt életet a nápolyi iskola (akkoriban már erősen hanyatló) stílusába. Az opera seria műfaját ötvözte a Párizsban divatos grand opéra, valamint a Bécsben divatos singspiel elemeivel. Számos operája közül az utolsó alkotó korszakában írtak maradtak leginkább repertoáron. Buffáinál megfigyelhető, hogy hangvétele mindig harsányabb elődeiénél (Rossini, Bellini), és féktelen temperamentumukkal hatnak. Vígoperái (Szerelmi bájital, Don Pasquale) máig sikerdarabok, de drámai operáit is gyakran játsszák a világ színpadain. Donizetti művészetében számos próbálkozás utal az opera seria és az opera buffa határának elmosására, azaz a komikusnak látszó szituációt romantikusabban fogja fel, és így egy speciális hatású opera semiseria jön létre. Ebben különbözik elődje, Rossini művészetétől, de éppen ezzel mutat előre, Giuseppe Verdi munkássága felé.